# Список глав государств в 1921 году
| 1920 ← Список глав государств по годам → 1922 |

В списке перечислены лидеры государств по состоянию на 1921 год. В том случае, если ведущую роль в государстве играет коммунистическая партия, указан как де-юре глава государства — председатель высшего органа государственной власти, так и де-факто — глава коммунистической партии.
Если в 1921 году в каком-либо государстве произошла смена руководителя, в списке указываются оба из них. В случае если государство сменило флаг, указываются также оба флага.
Цветом выделены страны, в которых в данном году произошли смены власти вследствие следующих событий:
- Получение страной независимости;
- Военный переворот, революция, всеобщее восстание ;
- Президентские выборы;
- парламентские выборы, парламентский кризис;
- Смерть одного из руководителей страны;
- Иные причины.

## Значимые события
- 1 января
  - в Париже скончался премьер-министр Королевства сербов, хорватов и словенцев Миленко Веснич. Его сменил Никола Пашич[1];
  - на пост президента Никарагуа вступил консерватор Диего Мануэль Чаморро Боланьос[2];
- 16 января — во Франции радикал-социалист Аристид Бриан сформировал своё седьмое правительство после отставки Жоржа Лейга[3];
- 24 января — генерал Мустафа Февзи Чакмак возглавил правительство Турции в Анкаре[4];
- 25 января — Константин Пятс впервые стал Государственным старейшиной Эстонии[5];
- 28 января — на пост президента Боливии вступил либерал-республиканец Хуан Баутиста Сааведра[6];
- 6 февраля — новым премьер-министром Греции стал представитель консервативной Народной партии Николаос Калогеропулос[7];
- 21 февраля — военный переворот в Персии, премьер-министр Фазолла Хан Акбар свергнут казаками Резы-хана. Премьер-министром назначен оппозиционный журналист Сейид Зия-эд-Дин Табатабаи[8];
- 23 февраля — губернатор Гётеборга Оскар Фредерик фон Сюдов возглавил правительство Швеции после отставки Герарда фон Де Геера[9];
- 25 февраля — Красная армия и грузинские большевики ликвидировали Грузинскую Демократическую Республику, Председатель Учредительного собрания Николай Семёнович Чхеидзе Мдивани и премьер-министр Ной Николаевич Жордания эмигрировали. Председатель Революционного комитета Иван Дмитриевич Орахелашвили провозгласил страну Советской Социалистической Республикой Грузией[10];
- 2 марта — бывший президент Бернардину Луиш Машаду Гимарайнш сформировал новое правительство Португалии после отставки Либерату Дамиана Рибейру Пинту[11];
- 4 марта — на пост президента США вступил республиканец Уоррен Гардинг, одержавший победу на президентских выборах в ноябре 1920 года[12];
- 8 марта — в Мадриде расстрелян анархистами премьер-министр Испанского королевства Эдуардо Дато[13];
- 13 марта — новое правительство Испании сформировал консерватор Мануэль Альендесаласар[13];
- 31 марта — провозглашена Социалистическая Советская Республика Абхазия[14];
- 8 апреля — премьер-министром Греции стал лидер консервативной Народной партии Димитриос Гунарис[7];
- 9 апреля — либерал Юхо Веннола стал премьер-министром Финляндии после отставки консерватора Рафаэля Эриха[15];
- 14 апреля — после отставки кабинета Пала Телеки, вызванной попыткой бывшего императора Австро-Венгрии Карла IV вернуться на венгерский королевский престол, новым премьер-министром Венгрии назначен граф Иштван Бетлен[16];
- 27 апреля — провозглашена Республика Горная Армения;
- 10 мая — после отставки кабинета Константина Ференбаха рейхсканцлером Германии стал министр финансов католик Карл Йозеф Вирт[17];
- 20 мая — на пост президента Кубы вступил либерал Альфредо Сайяс, избранный на это пост на выборах в ноябре 1920 года[18];
- 23 мая — либерал Томе Жозе ди Барруш Кейруш стал премьер-министром Португалии после попытки военного переворота 21 мая и отставки демократа Бернардину Луиша Машаду Гимарайнша[11];
- 26 мая — после белогвардейского переворота во Владивостоке создано Приамурское государственное образование . Председателем Временного Приамурского правительства назначен предприниматель Спиридон Дионисиевич Меркулов[19];
- 4 июня — после того, как в мае был отправлен в отставку премьер-министр Персии Сейид Зия-эд-Дин Табатабаи, один из лидеров февральского переворота, новым главой правительства стал бывший губернатор Хорасана Ахмад Кавам ас-Салтане, освобождённый из тюрьмы Ишратабад[20];
- 13 июня — Гватемала, Гондурас и Эль Сальвадор объединились в Федерацию Центральной Америки[21];
- 19 июня — новым премьер-министром Латвии стал министр иностранных дел Зигфрид Анна Мейеровиц[22];
- 21 июня — новым федеральным канцлером Австрии стал глава полиции Йохан Шобер[23];
- 22 июня — премьер-министром Норвегии после отставки консерватора Отто Хальворсене стал либерал Отто Альберт Блер[24];
- 4 июля — Иваноэ Бономи сформировал новое правительство Италии после падения последнего кабинета Джованни Джолитти[25];
- 9 июля — Красная армия ликвидировала Республику Горная Армения
- 14 августа — консерватор Антонио Маура стал премьер-министром Испании. Его предшественник Мануэль Альендесаласар подал в отставку после военной катастрофы в Марокко[13];
- 15 августа
  - после официальной отмены российского протектората на территории Урянхайского края провозглашена Народная Республика Танну-Тува[26];
  - главой Дальневосточной Республики после отзыва в РСФСР Александра Михайловича Краснощёкова стал Николай Дмитриевич Матвеев[19];
- 16 августа — в Белграде скончался король Королевства сербов, хорватов и словенцев Пётр I. На престол взошёл его сын Александр I[27];
- 30 августа — либерал Антониу Жоаким Гранжу стал новым премьер-министром Португалии[11];
- 18 сентября — эмир Абд аль-Крим провозгласил независимость арабских племён Эр-Рифа[28];
- 19 сентября — ректор Варшавского политехнического института Антоний Пониковский сформировал внепарламентское правительство Польши после отставки коалиционного кабинета национального единства Винценты Витоса, сформированного в период Советско-польской войны 1920 года[29];
- 26 сентября — социалист Эдуард Бенеш сформировал правительство Чехословакии после отставки Яна Черны[30];
- 13 октября — социал-демократ Карл Яльмар Брантинг вновь сформировал правительство Швеции после победы СДРП на парламентских выборах в сентябре 1921 года[9];
- 19 октября
  - в ходе военного мятежа в Португалии подал в отставку и был расстрелян премьер-министр Антониу Жоаким Гранжу. Правительство возглавил полковник Антониу Мануэль Мария Коэлью[11];
  - председатель парламента Пандели Эванджели сформировал правительство Албании после отставки Ильяса Бея Вриони[31];
- 23 октября — персидской армией ликвидирована Персидская Советская Социалистическая Республика[32];
- 29 октября — после вооружённого мятежа в Асунсьоне подал в отставку президент Парагвая Мануэль Гондра. Согласно Конституции пост главы государства перешёл к вице-президенту Феликсу Пайве, однако он вскоре отказался принять власть[33];
- 4 ноября — на вокзале Токио железнодорожным рабочим зарезан премьер-министр Японии Такахаси Хара[34];
- 5 ноября — новое правительство Португалии сформировал полковник Карлуш Энрики да Силва Майя Пинту[11];
- 7 ноября — конгресс Парагвая назначил временным президентом страны сенатора Эусебио Аялу[33];
- 11 ноября — досрочно подал в отставку президент Колумбии МаркоФидель Суарес. Временным президентом назначен сенатор Хорхе Марсело Ольгин[35];
- 13 ноября — премьер-министром Японии назначен виконт Корэкиё Такахаси[34];
- 29 ноября — наследный принц Хирохито назначен регентом в вязи с болезнью императора Японии Ёсихито[36];
- 6 декабря — решением Верховного (регентского) совета Албании смещено правительство Пандели Эванджели. До конца месяца у власти сменились кабинеты Касима Коцули, Хасана Приштины, Идомене Костури и Джафера Юпи[31];
- 10 декабря — военный переворот в Гватемале. К власти пришёл генерал Хосе Мария Орельяна[21];
- 16 декабря
  - Социалистическая Советская Республика Абхазия вошла в состав Грузии на федеративных началах[14];
  - Франсишку Пинту да Кунья Леал сформировал парламентское правительство Португалии после отставки военного кабинета полковника Карлуша Майи Пинту[11];
  - католик Жорж Тёни сформировал новое правительство Бельгии[37];
- 18 декабря — министр иностранных дел Таке Йонеску стал премьер-министром Румынии после отставки генерала Александру Авереску[38];
- 24 декабря — представитель Фэнтянской клики Лян Шии стал премьер-министром Китая после отставки 18 декабря генерала Цин Юнпэна, ставленника Аньхойской клики, потерпевшей поражение в Чжили-Аньхойской войне 1920 года[39]
- 29 декабря — Уильям Макензи Кинг впервые сформировал правительство Канады после победы Либеральной партии на парламентских выборах и отставки консервативного кабинета Артура Мейгена[40];

## Азия
|                                                                                     | Арабские эмираты (протектораты Великобритании)                   | Арабские эмираты (протектораты Великобритании)                       | Арабские эмираты (протектораты Великобритании)                     | Арабские эмираты (протектораты Великобритании)                                                                             |                                      | Винценты |
|                                                                                     |                                                                  | Абу-Даби                                                             | Эмир                                                               | Хамдам ибн Зайед аль-Нахайян                                                                                               | 1912 год—1922 год                    |          |
|                                                                                     | Аджман                                                           | Эмир                                                                 | Хумайд III ибн Абд аль-Азиз                                        | 1910 год—1928 год |                                      |          |
|                                                                                     | Дубай                                                            | Шейх                                                                 | Саид ибн Мактум                                                    | 1912 год—1958 год |                                      |          |
|                                                                                     | Рас-эль-Хайма                                                    | Эмир                                                                 | Халид II бин Ахмед Султан II ибн Салим                             | 1914 год—1921 год 1921 год—1948 год                                                                                        |                                      |          |
|                                                                                     | Умм-эль-Кайвайн                                                  | Эмир                                                                 | Рашид бин Ахмад аль-Муалла                                         | 1904 год—1922 год |                                      |          |
|                                                                                     | Эль-Фуджайра                                                     | Шейх                                                                 | Хамад I бин Абдаллах                                               | 1876 год—1936 год |                                      |          |
|                                                                                     | Шарджа                                                           | Шейх                                                                 | Халид II бин Ахмед                                                 | 1914 год—1924 год |                                      |          |
|                                                                                     | Асир                                                             | Асир                                                                 | Эмир                                                               | Мухаммад ибн Али аль-Идриси                                                                                                | 1917 год — 1923 год                  |          |
|                                                                                     | Афганистан                                                       | Афганистан                                                           | эмир                                                               | Аманулла | 1919 год — 1926 год                  |          |
|                                                                                     | Бахрейн (протекторат Великобритании)                             | Бахрейн (протекторат Великобритании)                                 | Хаким                                                              | Иса ибн Али Аль Халифа | 1869 год—1932 год                    |          |
|                                                                                     | Британская Бирма (Шанские княжества)                             |                                                                      |                                                                    | |                                      |          |
|                                                                                     |                                                                  | Йонгве                                                               | Саофа                                                              | Сао Монг | 1864 год—1885 год, 1897 год—1926 год |          |
|                                                                                     | Кенгтунг                                                         | Саофа                                                                | Конг Кьо Инталенг                                                  | 1895 год—1935 год |                                      |          |
|                                                                                     | Локсок (Ятсок)                                                   | Саофа                                                                | Хкун Нсок                                                          | 1900 год—1946 год |                                      |          |
|                                                                                     | Мокме                                                            | Саофа                                                                | Хкун Хконг                                                         | 1915 год—1959 год |                                      |          |
|                                                                                     | Монгнай                                                          | Саофа                                                                | Хкун Кьо Сам                                                       | 1914 год—1928 год |                                      |          |
|                                                                                     | Монгпай                                                          | саофа                                                                | Хкун Пин Нья                                                       | 1908 год—1959 год |                                      |          |
|                                                                                     | Монгпон                                                          | Саофа                                                                | Хкун Ти                                                            | 1860 год—1928 год |                                      |          |
|                                                                                     | Северное Сенви                                                   | Саофа                                                                | Хом Хпа                                                            | 1915 год—1959 год |                                      |          |
|                                                                                     | Сипау                                                            | Саофа                                                                | Сао Хке                                                            | 1902 год—1928 год |                                      |          |
|                                                                                     | Южное Сенви                                                      | Саофа                                                                | Сао Сонг                                                           | 1913 год—1946 год |                                      |          |
|                                                                                     | Британская Индия                                                 | Британская Индия                                                     | Император                                                          | Георг V | 1910 год—1936 год                    |          |
| Вице-король                                                                         | Британская Индия                                                 | Британская Индия                                                     | Фредерик Тесиджер Руфус Айзекс                                     | 1916 год—1921 год 1921 год—1926 год                                                                                        |                                      |          |
|                                                                                     |                                                                  | Аджайгарх                                                            | Савай махараджа                                                    | Бхопал Сингх | 1919 год—1942 год                    |          |
|                                                                                     | Алвар                                                            | Махараджа                                                            | Джай Сингх Прабхакар                                               | 1892 год—1937 год |                                      |          |
|                                                                                     | Алираджпур                                                       | Рана                                                                 | Пратап Сингх II                                                    | 1891 год—1941 год |                                      |          |
|                                                                                     | Баони                                                            | Наваб                                                                | Мохаммад Муштак аль-Хасан Хан                                      | 1911 год—1947 год |                                      |          |
|                                                                                     | Бансвара                                                         | Раджа                                                                | Притви Сингх                                                       | 1913 год—1944 год |                                      |          |
|                                                                                     | Барвани                                                          | Рана                                                                 | Ранджит Сингх                                                      | 1894 год—1930 год |                                      |          |
|                                                                                     | Барода                                                           | Махараджа                                                            | Саяджирао Гаеквад III                                              | 1875 год—1939 год |                                      |          |
|                                                                                     | Бахавалпур                                                       | Наваб                                                                | Садик Мухаммад Хан V                                               | 1907 год—1947 год |                                      |          |
|                                                                                     | Башахра                                                          | Раджа                                                                | Падам Сингх                                                        | 1914 год—1947 год |                                      |          |
|                                                                                     | Бенарес                                                          | Махараджа бахадур                                                    | Прабху Нарайян Сингх                                               | 1889 год—1931 год |                                      |          |
|                                                                                     | Биджавар                                                         | Савай махараджа                                                      | Савант Сингх                                                       | 1899 год—1940 год |                                      |          |
|                                                                                     | Биканер                                                          | Махараджа                                                            | Ганга Сингх                                                        | 1887 год—1943 год |                                      |          |
|                                                                                     | Биласпур (Калур)                                                 | Раджа                                                                | Биджай Чанд                                                        | 1889 год—1927 год |                                      |          |
|                                                                                     | Бунди                                                            | Махарао раджа                                                        | Рагубир Сингх                                                      | 1889 год—1927 год |                                      |          |
|                                                                                     | Бхавнагар                                                        | Махараджа                                                            | Кришна Кумарсинхжи Бхавсинхжи                                      | 1919 год—1947 год |                                      |          |
|                                                                                     | Бхаратпур                                                        | Махараджа                                                            | Кишан Сингх                                                        | 1900 год—1929 год |                                      |          |
|                                                                                     | Бхопал                                                           | наваб                                                                | Каикхусрау Джахан Бегум                                            | 1901 год—1926 год |                                      |          |
|                                                                                     | Ванканер                                                         | Махарана радж сахиб                                                  | Амарсинхджи Банесинджи                                             | 1881 год—1947 год |                                      |          |
|                                                                                     | Гангпур                                                          | Раджа                                                                | Бхабани Шанкар Део                                                 | 1917 год—1930 год |                                      |          |
|                                                                                     | Гархвал                                                          | махараджа                                                            | Нарендра Шах                                                       | 1913 год—1946 год |                                      |          |
|                                                                                     | Гвалиор                                                          | Махараджа                                                            | Мадхорао Шинде                                                     | 1886 год—1925 год |                                      |          |
|                                                                                     | Гондал                                                           | Тхакур сахиб                                                         | Бхагвацинхжи Саграмсинхджи                                         | 1869 год—1944 год |                                      |          |
|                                                                                     | Даспалла                                                         | раджа                                                                | Кишор Чандра Део Бханж                                             | 1913 год—1948 год |                                      |          |
|                                                                                     | Датия                                                            | Махараджа                                                            | Говинд Сингх                                                       | 1907 год—1947 год |                                      |          |
|                                                                                     | Девас младшее                                                    | Махараджа                                                            | Малхар Рао                                                         | 1918 год—1934 год |                                      |          |
|                                                                                     | Девас старшее                                                    | Махараджа                                                            | Тукоджи Рао III                                                    | 1918 год—1937 год |                                      |          |
|                                                                                     | Джайпур                                                          | Махараджа савай                                                      | Мадхо Сингх II                                                     | 1880 год—1922 год |                                      |          |
|                                                                                     | Джанджира                                                        | Наваб                                                                | Ахмад Хан                                                          | 1879 год—1922 год |                                      |          |
|                                                                                     | Джайсалмер                                                       | Махаравал                                                            | Джавахир Сингх                                                     | 1914 год—1947 год |                                      |          |
|                                                                                     | Джалавад (Дрангадхра)                                            | Махараджа                                                            | Ганшьямсинхджи Аджитсинхджи                                        | 1918 год—1942 год |                                      |          |
|                                                                                     | Джамму и Кашмир                                                  | Махараджа                                                            | Пратап Сингх                                                       | 1885 год—1925 год |                                      |          |
|                                                                                     | Джаора                                                           | Наваб                                                                | Мухаммад Ифтихар Али                                               | 1895 год—1947 год |                                      |          |
|                                                                                     | Дженкантал                                                       | Махараджа                                                            | Шанкар Пратап Сингх Дев Махендра                                   | 1918 год—1948 год |                                      |          |
|                                                                                     | Джинд                                                            | Махараджа                                                            | Ранбир Сингх                                                       | 1911 год—1947 год |                                      |          |
|                                                                                     | Джхабуа                                                          | Раджа                                                                | Удай Сингх                                                         | 1895 год—1942 год |                                      |          |
|                                                                                     | Джунагадх                                                        | Наваб                                                                | Мохаммад Махабат Ханджи III                                        | 1911 год—1947 год |                                      |          |
|                                                                                     | Джхалавар                                                        | Махараджа                                                            | Бхавани Сингх                                                      | 1899 год—1929 год |                                      |          |
|                                                                                     | Дир                                                              | Наваб                                                                | Аврангзеб Бадшан Хан                                               | 1904 год—1913 год, 1914 год—1925 год                                                                                       |                                      |          |
|                                                                                     | Дхолпур                                                          | Махараджа рана                                                       | Удайбхану Сингх                                                    | 1911 год—1947 год |                                      |          |
|                                                                                     | Дунгарпур                                                        | Махараджа                                                            | Лакшман Сингх                                                      | 1918 год—1947 год |                                      |          |
|                                                                                     | Дхар                                                             | Раджа                                                                | Удаджи Радж II Павар                                               | 1898 год—1926 год |                                      |          |
|                                                                                     | Идар                                                             | Махараджа                                                            | Даулат Сингх                                                       | 1911 год—1931 год |                                      |          |
|                                                                                     | Индаур                                                           | Махараджа                                                            | Тукоджи Рао III Холкар XIII                                        | 1903 год—1926 год |                                      |          |
|                                                                                     | Калат                                                            | Хан                                                                  | Махмуд II                                                          | 1893 год—1931 год |                                      |          |
|                                                                                     | Камбей                                                           | наваб                                                                | Низам ад-Даула Наджм                                               | 1915 год—1948 год |                                      |          |
|                                                                                     | Капуртхала                                                       | Махараджа                                                            | Джагатджит Сингх                                                   | 1911 год—1947 год |                                      |          |
|                                                                                     | Караули                                                          | Махараджа                                                            | Бханвар Пал                                                        | 1886 год—1927 год |                                      |          |
|                                                                                     | Кач                                                              | Махараджа                                                            | Кхенгарджи III                                                     | 1875 год—1942 год |                                      |          |
|                                                                                     | Кишангарх                                                        | Махараджа                                                            | Мадан Сингх                                                        | 1900 год—1926 год |                                      |          |
|                                                                                     | Колхапур                                                         | Махараджа                                                            | Шаху                                                               | 1900 год—1922 год |                                      |          |
|                                                                                     | Кота                                                             | Махарао                                                              | Умед Сингх II                                                      | 1889 год—1940 год |                                      |          |
|                                                                                     | Кочин                                                            | Махараджа                                                            | Рама Варма XVI                                                     | 1915 год—1932 год |                                      |          |
|                                                                                     | Куч-Бихар                                                        | Махараджа                                                            | Джитендра Нарайян                                                  | 1913 год—1922 год |                                      |          |
|                                                                                     | Лас Бела                                                         | Хан                                                                  | Камаль Хан Гулям Мухаммад                                          | 1896 год—1921 год 1921 год—1937 год                                                                                        |                                      |          |
|                                                                                     | Лохару                                                           | Наваб                                                                | Азиз-уд-Дин Ахмад-Хан                                              | 1920 год—1926 год |                                      |          |
|                                                                                     | Лунавада                                                         | рана                                                                 | Вакхат Сингх                                                       | 1867 год—1929 год |                                      |          |
|                                                                                     | Майсур                                                           | Махараджа                                                            | Кришнараджа Водеяр IV                                              | 1894 год—1940 год |                                      |          |
|                                                                                     | Макран                                                           | Сардар                                                               | Междуцарствие                                                      | 1917 год—1922 год |                                      |          |
|                                                                                     | Малеркотла                                                       | Наваб                                                                | Ахмад Али Хан                                                      | 1908 год—1947 год |                                      |          |
|                                                                                     | Манди                                                            | Раджа                                                                | Джогиндер Сен                                                      | 1913 год—1948 год |                                      |          |
|                                                                                     | Манипур                                                          | Махараджа                                                            | Чурачандра Сингх                                                   | 1918 год—1941 год |                                      |          |
|                                                                                     | Марвар (Джодхпур)                                                | махараджа                                                            | Умайд Сингх                                                        | 1918 год—1947 год |                                      |          |
|                                                                                     | Мевар (Удайпур)                                                  | Махарана                                                             | Фатех Сингх                                                        | 1884 год—1930 год |                                      |          |
|                                                                                     | Морви                                                            | Тхакур сахиб                                                         | Вагджи II Раваджи                                                  | 1870 год—1922 год |                                      |          |
|                                                                                     | Мудхол                                                           | Раджа                                                                | Малоджирао IV Радж Горпаде                                         | 1900 год—1937 год |                                      |          |
|                                                                                     | Набха                                                            | Махараджа                                                            | Рипудаман Сингх                                                    | 1911 год—1928 год |                                      |          |
|                                                                                     | Наванагар                                                        | Джам сахеб                                                           | Ранджитсинхджи Вибхаджи II                                         | 1907 год—1933 год |                                      |          |
|                                                                                     | Нарсингхгарх                                                     | Раджа                                                                | Арджун Сингх                                                       | 1896 год—1924 год |                                      |          |
|                                                                                     | Орчха                                                            | Махараджа                                                            | Пратап Сингх                                                       | 1874 год—1930 год |                                      |          |
|                                                                                     | Паланпур                                                         | Наваб-сахиб                                                          | Талей Мухаммад Хан                                                 | 1918 год—1947 год |                                      |          |
|                                                                                     | Панна                                                            | Махараджа                                                            | Ядвендра Сингх Джудео                                              | 1902 год—1947 год |                                      |          |
|                                                                                     | Патиала                                                          | Махараджа                                                            | Бхупиндер Сингх                                                    | 1900 год—1938 год |                                      |          |
|                                                                                     | Порбандар                                                        | Махараджа сахиб                                                      | Натварсинхджи Бхавсинхджи                                          | 1918 год—1948 год |                                      |          |
|                                                                                     | Пратабгарх                                                       | Махарават                                                            | Рагхунат Сингх                                                     | 1890 год—1929 год |                                      |          |
|                                                                                     | Пудуккоттай                                                      | Раджа                                                                | Мартанда Бхайрава Тондаймен                                        | 1886 год—1928 год |                                      |          |
|                                                                                     | Раджгарх                                                         | Раджа                                                                | Бирендра Сингх                                                     | 1916 год—1936 год |                                      |          |
|                                                                                     | Раджпипла                                                        | Махарана                                                             | Виджайсинхджи                                                      | 1915 год—1948 год |                                      |          |
|                                                                                     | Радханпуа                                                        | Наваб                                                                | Мохаммад Джалал ад-Дин Хан                                         | 1910 год—1936 год |                                      |          |
|                                                                                     | Рампур                                                           | наваб                                                                | Хамид Али Хан                                                      | 1889 год—1930 год |                                      |          |
|                                                                                     | Ратлам                                                           | Махараджа                                                            | Саджан Сингх                                                       | 1921 год—1947 год |                                      |          |
|                                                                                     | Рева                                                             | Махараджа                                                            | Гулаб Сингх Джу Део                                                | 1918 год—1946 год |                                      |          |
|                                                                                     | Савантвади                                                       | Раджа                                                                | Кхем Савант V Бхонсле                                              | 1913 год—1937 год |                                      |          |
|                                                                                     | Саилана                                                          | Раджа                                                                | Дилип Сингх                                                        | 1919 год—1948 год |                                      |          |
|                                                                                     | Самтхар                                                          | Махараджа                                                            | Бир Сингх                                                          | 1896 год—1935 год |                                      |          |
|                                                                                     | Сангли                                                           | Рао                                                                  | Чинтаман Рао II Дхунди                                             | 1903 год—1932 год |                                      |          |
|                                                                                     | Сват                                                             | Вали                                                                 | Мьянгул Абдул Вадуд                                                | 1918 год—1947 год |                                      |          |
|                                                                                     | Сирмур                                                           | Махараджа                                                            | Амар Пракаш                                                        | 1911 год—1933 год |                                      |          |
|                                                                                     | Сирохи                                                           | Махарао                                                              | Сапур Рам Сингх                                                    | 1920 год—1946 год |                                      |          |
|                                                                                     | Ситамау                                                          | Раджа                                                                | Радж Рам Сингх II                                                  | 1900 год—1947 год |                                      |          |
|                                                                                     | Сонепур                                                          | Махараджа                                                            | Митродайя Сингх Део                                                | 1902 год—1937 год |                                      |          |
|                                                                                     | Сукет                                                            | Раджа                                                                | Лакшман Сен                                                        | 1919 год—1947 год |                                      |          |
|                                                                                     | Тонк                                                             | Наваб                                                                | Мухаммад Ибрагим Али Хан                                           | 1867 год—1930 год |                                      |          |
|                                                                                     | Траванкор                                                        | Махараджа                                                            | Мулам Тхирунал Рама Варма V                                        | 1885 год—1924 год |                                      |          |
|                                                                                     | Трипура                                                          | Махааджа                                                             | Бирендра Кишор Маникья                                             | 1919 год—1923 год |                                      |          |
|                                                                                     | Фаридкот                                                         | Махараджа                                                            | Хариндер Сингх                                                     | 1918 год—1947 год |                                      |          |
|                                                                                     | Хаирпур                                                          | Мир                                                                  | Имам Бакш Хан Талпур Али Наваз Хан Талпур                          | 1909 год—1921 год 1921 год—1935 год                                                                                        |                                      |          |
|                                                                                     | Хайдарабад                                                       | Низам                                                                | Асаф Джах VII                                                      | 1911 год—1948 год |                                      |          |
|                                                                                     | Харан                                                            | Мир                                                                  | Хабибулла                                                          | 1911 год—1948 год |                                      |          |
|                                                                                     | Хиндол                                                           | раджа                                                                | Наба Кишор Чандра                                                  | 1906 год—1948 год |                                      |          |
|                                                                                     | Хунза                                                            | мир                                                                  | Мохаммад Назим Хан                                                 | 1892 год—1938 год |                                      |          |
|                                                                                     | Чамба                                                            | Раджа                                                                | Рам Сингх                                                          | 1919 год—1935 год |                                      |          |
|                                                                                     | Чаркхари                                                         | Махараджа                                                            | Аримардан Сингх                                                    | 1920 год—1941 год |                                      |          |
|                                                                                     | Читрал                                                           | мехтар                                                               | Шуджа уль-Мульк                                                    | 1895 год—1936 год |                                      |          |
|                                                                                     | Чхатарпур                                                        | Махараджа                                                            | Вишванатх Сингх                                                    | 1895 год—1932 год |                                      |          |
|                                                                                     | Шахпура                                                          | Раджа                                                                | Нахар Сингх                                                        | 1870 год—1932 год |                                      |          |
|                                                                                     | Бруней (протекторат Великобритании)                              | Бруней (протекторат Великобритании)                                  | Султан                                                             | Мухаммад Джамалуль Алам II                                                                                                 | 1906 год—1924 год                    |          |
|                                                                                     | Бутан                                                            | Бутан                                                                | Король                                                             | Угьен Вангчук | 1907 год—1926 год                    |          |
|                                                                                     | Бухарская народная советская республика                          | Бухарская народная советская республика                              | Председатель ЦИК                                                   | Абдулкадыр Мухитдинов Усманходжа́ Пулатходжа́ев                                                                              | 1920 год—1921 год 1921 год—1922 год  |          |
| Председатель Совета Народных Назиров                                                | Бухарская народная советская республика                          | Бухарская народная советская республика                              | Файзулла Ходжаев                                                   | 1920 год—1924 год |                                      |          |
|                                                                                     | Вьетнам (протекторат Франции Аннам)                              | Вьетнам (протекторат Франции Аннам)                                  | Император                                                          | Нгуен Хоанг-тонг | 1916 год—1925 год                    |          |
|                                                                                     | Гилянская (Персидская) Советская Социалистическая Республика     | Гилянская (Персидская) Советская Социалистическая Республика         | Президент                                                          | Мирза Кучек-хан | 1920 год—1921 год                    |          |
| В 1921 году ликвидирована, территория вернулась в состав Ирана                      | Гилянская (Персидская) Советская Социалистическая Республика     | Гилянская (Персидская) Советская Социалистическая Республика         |                                                                    | |                                      |          |
|                                                                                     | Джебель-Шаммар                                                   | Джебель-Шаммар                                                       | Эмир                                                               | Абдаллах ибн Митаб Аль Рашид Мухаммад ибн Талал Аль Рашид                                                                  | 1920 год—1921 год 1921 год           |          |
| В 1921 году завоеван эмиратом Неджд и Хаса, вошел в новообразованный султанат Неджд | Джебель-Шаммар                                                   | Джебель-Шаммар                                                       |                                                                    | |                                      |          |
|                                                                                     | Индонезийские султанаты                                          |                                                                      |                                                                    | |                                      |          |
|                                                                                     |                                                                  |                                                                      |                                                                    | |                                      |          |
|                                                                                     | Бачан (протекторат Нидерландов)                                  | Султан                                                               | Мухаммад Усман                                                     | 1900 год—1935 год |                                      |          |
|                                                                                     | Дели (протекторат Нидерландов)                                   | Султан                                                               | Мамун аль-Рашид Перкаша Алам Шах                                   | 1873 год—1924 год |                                      |          |
|                                                                                     | Джокьякарта (протекторат Нидерландов)                            | Султан                                                               | Хаменгкубувоно VII Хаменгкубувоно VIII                             | 1877 год—1921 год 1921 год—1939 год                                                                                        |                                      |          |
|                                                                                     | Мангкунегаран (протекторат Нидерландов)                          | султан                                                               | Мангкунегара VII                                                   | 1916 год—1944 год |                                      |          |
|                                                                                     | Понтианак (протекторат Нидерландов)                              | Султан                                                               | Мухаммад Алькадри                                                  | 1895 год—1944 год |                                      |          |
|                                                                                     | Саравак (протекторат Великобритании)                             | Раджа                                                                | Чарльз Вайнер Брук                                                 | 1917 год—1946 год |                                      |          |
|                                                                                     | Сиак (протекторат Нидерландов)                                   | Султан                                                               | Зияриф Касим II                                                    | 1915 год—1949 год |                                      |          |
|                                                                                     | Суракарта (протекторат Нидерландов)                              | Сусухунан                                                            | Пакубовоно X                                                       | 1893 год—1939 год |                                      |          |
|                                                                                     | Ирак (протекторат Великобритании)                                | Ирак (протекторат Великобритании)                                    | Король                                                             | Фейсал I | 1921 год—1933 год                    |          |
| Премьер-министр                                                                     | Ирак (протекторат Великобритании)                                | Ирак (протекторат Великобритании)                                    | Абдуррахман аль-Хайдари аль-Гайлани                                | 1920 год—1922 год |                                      |          |
|                                                                                     | Иран                                                             | Иран                                                                 | Шах                                                                | Ахмад-шах | 1909 год—1923 год                    |          |
| Премьер-министр                                                                     | Иран                                                             | Иран                                                                 | Фатулла-хан Акбар Зияэддин Табатабаи Ахмад Кавам Малек Мансур      | 1920 год—1921 год 1921 год (1921 год, 1922 год—1923 год, 1942 год—1943 год, 1946 год—1947 год, 1952 год) 1921 год—1922 год |                                      |          |
|                                                                                     | Йеменское королевство                                            | Йеменское королевство                                                | Король                                                             | Яхья бин Мухаммед Хамид-ад-Дин                                                                                             | 1918 год—1948 год                    |          |
|                                                                                     | Йеменские султанаты и шейхства (протекторат Великобритании Аден) |                                                                      |                                                                    | |                                      |          |
|                                                                                     |                                                                  | Алави                                                                | Шейх                                                               | Абд аль-Наби ибн Али аль-Алави                                                                                             | 1920 год—1925 год                    |          |
|                                                                                     | Акраби                                                           | Шейх                                                                 | Аль-Фадль ибн Абдалла аль-Акраби                                   | 1905 год—1940 год |                                      |          |
|                                                                                     | Аудхали                                                          | султан                                                               | Аль-Касим ибн Хамид                                                | 1900 год—1928 год |                                      |          |
|                                                                                     | Верхний Аулаки                                                   | Султан                                                               | Салих ибн Абдалла                                                  | 1887 год—1935 год |                                      |          |
|                                                                                     | Верхняя Яфа                                                      | Султан                                                               | Салих II бин Умар аль-Хархара                                      | 1919 год—1927 год |                                      |          |
|                                                                                     | Дали                                                             | Эмир                                                                 | Хайдара бин Насир аль-Амири                                        | 1920 год—1928 год |                                      |          |
|                                                                                     | Касири                                                           | Султан                                                               | Мансур ибн Галиб                                                   | 1880 год—1929 год |                                      |          |
|                                                                                     | Куайти                                                           | Султан                                                               | Галиб I ибн Авад аль-Куайти                                        | 1909 год—1922 год |                                      |          |
|                                                                                     | Лахедж                                                           | Султан                                                               | Абд аль-Карим II ибн Фадл                                          | 1915 год—1947 год |                                      |          |
|                                                                                     | Мафлахи                                                          | Шейх                                                                 | Аль-Касим ибн Абд аль-Рахман                                       | 1920 год—1967 год |                                      |          |
|                                                                                     | Махра                                                            | Султан                                                               | Абдаллах III бин Иса                                               | 1907 год—1928 год |                                      |          |
|                                                                                     | Нижний Аулаки                                                    | Султан                                                               | Абу Бакр II ибн Насир аль-Аулаки                                   | 1912 год—1924 год |                                      |          |
|                                                                                     | Нижняя Яфа                                                       | Cултан                                                               | Мухсин II ибн Али аль-Афифи                                        | 1916 год—1925 год |                                      |          |
|                                                                                     | Фадли                                                            | Cултан                                                               | Хусайн I бин Ахмад                                                 | 1907 год—1924 год |                                      |          |
|                                                                                     | Хаушаби                                                          | Cултан                                                               | Али II ибн Мани аль-Хаушаби                                        | 1904 год—1922 год |                                      |          |
|                                                                                     | Шаиб                                                             | Шейх                                                                 | Мутаххар ибн Мани аль-Саклади                                      | 1915 год—1935 год |                                      |          |
|                                                                                     | Камбоджа (протекторат Франции)                                   | Камбоджа (протекторат Франции)                                       | Король                                                             | Сисоват I | 1904 год—1927 год                    |          |
|                                                                                     | Катар (протекторат Великобритании) (протекторат Франции)         | Катар (протекторат Великобритании) (протекторат Франции)             | Эмир                                                               | Абдаллах бин Джасим Аль Тани                                                                                               | 1913 год—1949 год                    |          |
|                                                                                     | Китайская Республика                                             | Китайская Республика                                                 | Президент                                                          | Сюй Шичан | 1918 год—1922 год                    |          |
| Премьер-министр                                                                     | Китайская Республика                                             | Китайская Республика                                                 | Цзинь Юньпэн Янь Хуэйцин Лян Шии                                   | (1919 год—1920 год, 1920 год—1921 год) (1921 год, 1922 год, 1924 год, 1926 год) 1921 год—1922 год                          |                                      |          |
|                                                                                     | Кувейт (протекторат Великобритании)                              | Кувейт (протекторат Великобритании)                                  | Шейх                                                               | Салем аль-Мубарак ас-Сабах (Салем I) Ахмед аль-Джабер ас-Сабах (Ахмед I)                                                   | 1917 год—1921 год 1921 год—1950 год  |          |
|                                                                                     | Луангпхабанг (протекторат Франции)                               | Луангпхабанг (протекторат Франции)                                   | Король                                                             | Сисаванг Вонг | 1904 год—1945 год                    |          |
|                                                                                     | Малайские султанаты                                              |                                                                      |                                                                    | |                                      |          |
|                                                                                     |                                                                  | Джохор                                                               | Султан                                                             | Ибрагим аль Масихур | 1895 год—1957 год                    |          |
|                                                                                     | Кедах (протекторат Великобритании)                               | Cултан                                                               | Абдул Хамид Халим                                                  | 1881 год—1943 год |                                      |          |
|                                                                                     | Келантан (протекторат Великобритании)                            | Султан                                                               | Исмаил ибн Альмархум                                               | 1920 год—1944 год |                                      |          |
|                                                                                     | Негери-Сембилан (протекторат Великобритании)                     | Ямтуан бесар                                                         | Мухаммад                                                           | 1888 год—1933 год |                                      |          |
|                                                                                     | Паханг (протекторат Великобритании)                              | Султан                                                               | Абдулла I аль-Мутасим Биллах Шах                                   | 1917 год—1932 год |                                      |          |
|                                                                                     | Перак (протекторат Великобритании)                               | Султан                                                               | Искандар-шах                                                       | 1918 год—1938 год |                                      |          |
|                                                                                     | Перлис (протекторат Великобритании)                              | Раджа                                                                | Алва                                                               | 1905 год—1943 год |                                      |          |
|                                                                                     | Селангор (протекторат Великобритании)                            | Султан                                                               | Алааддин Сулейман                                                  | 1898 год—1938 год |                                      |          |
|                                                                                     | Тренгану (протекторат Великобритании)                            | Султан                                                               | Сулайман Бадрул Алам Шах                                           | 1920 год—1942 год |                                      |          |
|                                                                                     | Мальдивы (протекторат Великобритании)                            | Мальдивы (протекторат Великобритании)                                | султан                                                             | Мухаммад Шамсуддин III | 1893 год, 1902 год—1934 год          |          |
|                                                                                     | Монголия                                                         | Монголия                                                             | Богдо-хан                                                          | Богдо-гэгэн VIII | 1911 год—1924 год                    |          |
| Лидер народной революции                                                            | Монголия                                                         | Монголия                                                             | Сухэ-Батор                                                         | 1921 год—1923 год |                                      |          |
| Премьер-министр                                                                     | Монголия                                                         | Монголия                                                             | Содномын Дамдинбазар Самбадондогийн Цэрэндорж Догсомын Бодоо       | (1921 год, 1922 год—1923 год) 1921 год 1921 год—1922 год                                                                   |                                      |          |
|                                                                                     | Неджд и Хаса                                                     | Неджд и Хаса                                                         | Эмир                                                               | Абдул-Азиз Аль Сауд | 1902 год—1921 год                    |          |
| В 1921 году после завоевания эмирата Джебель-Шаммар преобразован в султанат Неджд   | Неджд и Хаса                                                     | Неджд и Хаса                                                         |                                                                    | |                                      |          |
| Неджд                                                                               | Неджд                                                            | Султан                                                               | Абдул-Азиз Аль Сауд                                                | 1921 год—1926 год |                                      |          |
|                                                                                     | Непал                                                            | Непал                                                                | Король                                                             | Трибхуван | 1911 год—1955 год                    |          |
| Премьер-министр                                                                     | Непал                                                            | Непал                                                                | Чандра Шамшер Рана                                                 | 1901 год—1929 год |                                      |          |
|                                                                                     | Оман (протекторат Великобритании)                                | Оман (протекторат Великобритании)                                    | Султан                                                             | Теймур бин Фейсал | 1913 год—1932 год                    |          |
|                                                                                     | Османская империя                                                | Османская империя                                                    | Султан                                                             | Мехмед VI | 1918 год—1922 год                    |          |
| Великое национальное собрание Турции                                                | Великое национальное собрание Турции                             | Председатель Великого Национального Собрания Турции                  | Мустафа Кемаль                                                     | 1920 год—1923 год |                                      |          |
| Великое национальное собрание Турции                                                | Великое национальное собрание Турции                             | Премьер-министр правительства Великого Национального Собрания Турции | Мустафа Кемаль Мустафа Февзи Чакмак                                | 1920 год—1921 год 1921 год—1922 год                                                                                        |                                      |          |
|                                                                                     | Сиам (Раттанакосин)                                              | Сиам (Раттанакосин)                                                  | Король                                                             | Рама VI (Вачиравуд) | 1910 год—1925 год                    |          |
|                                                                                     | Сикким (протекторат Великобритании)                              | Сикким (протекторат Великобритании)                                  | Чогьял                                                             | Таши Намгьял | 1914 год—1963 год                    |          |
|                                                                                     | Танну́-Ту́ва                                                       | Танну́-Ту́ва                                                           | Председатель Главного Центрального Совета                          | Соднам Балчыр | 1921 год—1922 год                    |          |
| Председатель Совета министров                                                       | Танну́-Ту́ва                                                       | Танну́-Ту́ва                                                           | Монгуш Буян-Бадыргы, Монгуш                                        | 1921 год—1922 год, 1923 год—1924 год                                                                                       |                                      |          |
| Генеральный секретарь Тувинской народно-революционной партии                        | Танну́-Ту́ва                                                       | Танну́-Ту́ва                                                           | Намачын                                                            | 1921 год—1923 год |                                      |          |
|                                                                                     | Тибет (протекторат Китайской Республики)                         | Тибет (протекторат Китайской Республики)                             | далай-лама                                                         | Тхуптэн Гьяцо (Далай-лама XIII)                                                                                            | 1879 год—1933 год                    |          |
|                                                                                     | Трансиордания (протекторат Великобритании)                       | Трансиордания (протекторат Великобритании)                           | Эмир                                                               | Абдалла ибн Хусейн | 1921 год—1946 год                    |          |
| Премьер-министр                                                                     | Трансиордания (протекторат Великобритании)                       | Трансиордания (протекторат Великобритании)                           | Рашид Талиа Раслан Мазхар                                          | 1921 год (1921 год—1922 год, 1923 год)                                                                                     |                                      |          |
|                                                                                     | Хорезмская Социалистическая Советская Республика                 | Хорезмская Социалистическая Советская Республика                     | Председатель Ассамблеи народных представителей                     | Хаджи Похлавон Нийяз Юсуф Коч Караглу Худайберген Диваноглы                                                                | 1920 год—1921 год 1921 год 1921 год  |          |
| Председатель Президиума Центрального Исполнительного Комитета                       | Хорезмская Социалистическая Советская Республика                 | Хорезмская Социалистическая Советская Республика                     | Мулла Назар Аллаберген Ата Максум Мадрахимоглы Янгибай Мурадов     | 1921 год 1921 год 1921 год—1922 год                                                                                        |                                      |          |
| Председатель Совета Народных Назиров                                                | Хорезмская Социалистическая Советская Республика                 | Хорезмская Социалистическая Советская Республика                     | Мухаммед Салимоглу Коч Караглу Темурходжа Яминоглы Абдулла Ходжаев | 1920 год—1921 год 1921 год 1921 год—1922 год                                                                               |                                      |          |
|                                                                                     | Хиджаз                                                           | Хиджаз                                                               | Король                                                             | Хусейн ибн Али аль-Хашими                                                                                                  | 1916 год—1924 год                    |          |
|                                                                                     | Япония                                                           | Япония                                                               | Император                                                          | Ёсихито (император Тайсё)                                                                                                  | 1912 год—1926 год                    |          |
| Премьер-министр                                                                     | Япония                                                           | Япония                                                               | Хара Такаси Утида Косай (и. о.) Такахаси Корэкиё                   | 1918 год—1921 год (1921 год, 1923 год) (1921 год—1922 год, 1932 год)                                                       |                                      |          |

## Африка
| Флаг               | Страна                                 | Страна                                 | Должность                                 | Имя | Начало и конец срока | Фото |
| ------------------ | -------------------------------------- | -------------------------------------- | ----------------------------------------- | --- | -------------------- | ---- |
|                    | Аусса                                  | Аусса                                  | султан                                    | Яйо ибн Мухаммад | 1902 год—1927 год    |      |
|                    | Буганда (протекторат Великобритании)   | Буганда (протекторат Великобритании)   | кабака                                    | Дауди Чва II | 1897 год—1939 год    |      |
|                    | Бурунди (протекторат Бельгии)          | Бурунди (протекторат Бельгии)          | Мвами (король)                            | Мвамбутса IV | 1915 год—1966 год    |      |
|                    | Джимма                                 | Джимма                                 | король                                    | Абба Джифар II | 1878 год—1932 год    |      |
|                    | Египет (протекторат Великобритании)    | Египет (протекторат Великобритании)    | Султан                                    | Фуад I | 1917 год—1922 год    |      |
| Премьер-министр    | Египет (протекторат Великобритании)    | Египет (протекторат Великобритании)    | Мухаммед Тауфик Назим-паша Адли Якан-паша | (1920 год—1921 год, 1922 год—1923 год, 1934 год—1936 год) (1921 год—1922 год, 1926 год—1927 год, 1929 год—1930 год) |                      |      |
|                    | Занзибар (протекторат Великобритании)  | Занзибар (протекторат Великобритании)  | Султан                                    | Халифа ибн Харуб | 1911 год—1960 год    |      |
|                    | Либерия                                | Либерия                                | Президент                                 | Чарльз Данбэр Кинг                                                                                                  | 1920 год—1930 год    |      |
|                    | Маджиртин (протекторат Италии)         | Маджиртин (протекторат Италии)         | султан                                    | Кисмаан II Осман Махмуд                                                                                             | 1860 год—1927 год    |      |
|                    | Марокко (протекторат Франции)          | Марокко (протекторат Франции)          | Султан                                    | Мулай Юсуф | 1912 год—1927 год    |      |
|                    | Рифская республика                     | Рифская республика                     | Президент (эмир)                          | Абд аль-Крим | 1921 год—1926 год    |      |
|                    | Руанда (протекторат Бельгии)           | Руанда (протекторат Бельгии)           | мвами                                     | Юхи V | 1896 год—1931 год    |      |
|                    | Салум (протекторат Франции)            | Салум (протекторат Франции)            | маад                                      | Маава Сему Диуф | 1919 год—1935 год    |      |
|                    | Свазиленд (протекторат Великобритании) | Свазиленд (протекторат Великобритании) | нгвеньяма (король)                        | Собуза II | 1899 год—1982 год    |      |
|                    | Триполитанская республика              | Триполитанская республика              | Председатель Республиканского совета      | Ахмад Тахир аль-Мурайид                                                                                             | 1918 год—1922 год    |      |
|                    | Тунис (протекторат Франции)            | Тунис (протекторат Франции)            | Бей                                       | Мухаммад V ан-Насир                                                                                                 | 1906 год—1922 год    |      |
|                    | Эфиопия                                | Эфиопия                                | Императрица                               | Заудиту | 1916 год—1930 год    |      |
| Премьер-министр    | Эфиопия                                | Эфиопия                                | Хабте Гиоргис Динагде                     | 1909 год—1927 год                                                                                                   |                      |      |
|                    | Южно-Африканский Союз                  | Южно-Африканский Союз                  | Король                                    | Георг VI | 1910 год—1936 год    |      |
| Генерал-губернатор | Южно-Африканский Союз                  | Южно-Африканский Союз                  | Артур Коннаутский                         | 1920 год—1924 год                                                                                                   |                      |      |
| Премьер-министр    | Южно-Африканский Союз                  | Южно-Африканский Союз                  | Ян Смэтс                                  | 1919 год—1924 год, 1939 год—1948 год                                                                                |                      |      |

## Европа
| Флаг                                                                            | Страна                                                        | Страна                                                        | Должность | Имя | Начало и конец срока                                                                                              | Фото |
| ------------------------------------------------------------------------------- | ------------------------------------------------------------- | ------------------------------------------------------------- | --- | --- | --- | ---- |
|                                                                                 | Социалистическая Советская Республика Абхазия                 | Социалистическая Советская Республика Абхазия                 | Председатель Военно-революционного Комитета | Ефрем Эшба | 1921 год—1922 год                                                                                                 |      |
| В 1921 году вошла в Социалистическую Советскую Республику Грузия                | Социалистическая Советская Республика Абхазия                 | Социалистическая Советская Республика Абхазия                 | | | |      |
|                                                                                 | Азербайджанская Советская Социалистическая Республика         | Азербайджанская Советская Социалистическая Республика         | Председатель ЦИК | Мухтар Гаджиев | 1921 год—1922 год                                                                                                 |      |
| Председатель Совета Народных Комиссаров                                         | Азербайджанская Советская Социалистическая Республика         | Азербайджанская Советская Социалистическая Республика         | Нариман Нариманов | 1920 год—1922 год | |      |
| Председатель Президиума ЦК Азербайджанской Коммунистической партии              | Азербайджанская Советская Социалистическая Республика         | Азербайджанская Советская Социалистическая Республика         | Григорий Каминский Сергей Киров | 1920 год—1921 год 1921 год—1926 год | |      |
|                                                                                 | Албания                                                       | Албания                                                       | Премьер-министр | Илиаз Бей Вриони Пандели Эвангьели Хасан Приштина Идомене Костури Джафер Юпи                                                                                          | (1920 год—1921 год, 1924 год, 1924 год—1925 год) (1921 год, 1930 год—1935 год) 1921 год 1921 год—1922 год         |      |
| Флаг Андорры                                                                    | Андорра                                                       | Андорра                                                       | Соправители | Александр Мильеран, Президент Франции | 1920 год—1924 год                                                                                                 |      |
| Флаг Андорры                                                                    | Андорра                                                       | Андорра                                                       | Соправители | Хусти Гвитарт-и-Вилардево, Епископ Урхельский | 1920 год—1940 год                                                                                                 |      |
|                                                                                 | Социалистическая Советская Республика Армения                 | Социалистическая Советская Республика Армения                 | Председатель Военного революционного комитета | Саркис Касьян | 1920 год—1921 год                                                                                                 |      |
| Председатель Совета народных комиссаров и                                       | Социалистическая Советская Республика Армения                 | Социалистическая Советская Республика Армения                 | Александр Мясников | 1921 год—1922 год | |      |
| Первый секретарь ЦК Коммунистической партии Армении                             | Социалистическая Советская Республика Армения                 | Социалистическая Советская Республика Армения                 | Геворк Алиханян Сергей Лукашин | 1920 год—1921 год 1921 год—1922 год | |      |
|                                                                                 | Социалистическая Советская Республика Белоруссия              | Социалистическая Советская Республика Белоруссия              | Председатель ЦИК | Александр Червяков | 1920 год—1937 год                                                                                                 |      |
| Председатель Совета народных комиссаров                                         | Социалистическая Советская Республика Белоруссия              | Социалистическая Советская Республика Белоруссия              | Александр Червяков | 1920 год—1924 год | |      |
| Секретарь ЦК Коммунистической партии Белоруссии                                 | Социалистическая Советская Республика Белоруссия              | Социалистическая Советская Республика Белоруссия              | Ефим Генкин Вильгельм Кнорин | 1920 год—1921 год 1920 год—1922 год | |      |
| Флаг Бельгии                                                                    | Бельгия                                                       | Бельгия                                                       | Король | Альберт I | 1909 год—1934 год                                                                                                 |      |
| Флаг Бельгии                                                                    | Бельгия                                                       | Бельгия                                                       | Премьер-министр | Анри Картон де Виар Жорж Тёнис | 1920 год—1921 год (1921 год—1925 год, 1934 год—1935 год)                                                          |      |
|                                                                                 | Болгария                                                      | Болгария                                                      | Царь | Борис III | 1918 год—1943 год                                                                                                 |      |
| Премьер-министр                                                                 | Болгария                                                      | Болгария                                                      | Александр Стамболийский | 1919 год—1923 год | |      |
|                                                                                 | Великобритания и Ирландия                                     | Великобритания и Ирландия                                     | Король | Георг V | 1910 год—1936 год                                                                                                 |      |
| Премьер-министр                                                                 | Великобритания и Ирландия                                     | Великобритания и Ирландия                                     | Дэвид Ллойд Джордж | 1916 год—1922 год | |      |
|                                                                                 | Венгрия                                                       | Венгрия                                                       | Регент | Миклош Хорти | 1920 год—1944 год                                                                                                 |      |
| Премьер-министр                                                                 | Венгрия                                                       | Венгрия                                                       | Пал Телеки Иштван Бетлен | (1920 год—1921 год, 1939 год—1941 год) 1921 год—1931 год | |      |
| Флаг Австрии                                                                    | Германская Австрия                                            | Германская Австрия                                            | Федеральный президент | Михаэль Хайниш | 1920 год—1928 год                                                                                                 |      |
| Флаг Австрии                                                                    | Германская Австрия                                            | Германская Австрия                                            | Федеральный канцлер | Михаэль Майр Йохан Шобер | 1920 год—1921 год (1921 год—1922 год, 1922 год, 1929 год—1930 год)                                                |      |
|                                                                                 | Германское государство (Веймарская республика)                | Германское государство (Веймарская республика)                | Рейхспрезидент | Фридрих Эберт | 1919 год—1925 год                                                                                                 |      |
| Рейхсканцлер                                                                    | Германское государство (Веймарская республика)                | Германское государство (Веймарская республика)                | Константин Ференбах Йозеф Вирт | 1920 год—1921 год 1921 год—1922 год | |      |
|                                                                                 | Горная Армения                                                | Горная Армения                                                | Премьер-министр | Гарегин Нжде Симон Врацян | 1921 год 1921 год                                                                                                 |      |
| В 1921 году ликвидирована                                                       | Горная Армения                                                | Горная Армения                                                | | | |      |
|                                                                                 | Греция                                                        | Греция                                                        | Король | Константин I | 1913 год—1917 год, 1920 год—1922 год                                                                              |      |
| Премьер-министр                                                                 | Греция                                                        | Греция                                                        | Димитриос Раллис Николаос Калогеропулос Димитриос Гунарис                                                                                           | (1897 год, 1903 год, 1905 год, 1909 год, 1920 год—1921 год) (1916 год, 1921 год) (1915 год, 1921 год—1922 год)                                                        | |      |
|                                                                                 | Грузинская демократическая республика                         | Грузинская демократическая республика                         | Председатель правительства | Ной Жордания | 1918 год—1921 год                                                                                                 |      |
| В 1921 году упразднена, образована Социалистическая Советская Республика Грузия | Грузинская демократическая республика                         | Грузинская демократическая республика                         | | | |      |
| Социалистическая Советская Республика Грузия                                    | Социалистическая Советская Республика Грузия                  | Председатель революционного комитета                          | Иван Орахелашвили Филипп Махарадзе Буду Мдивани | 1921 год 1921 год 1921 год—1922 год | |      |
| Социалистическая Советская Республика Грузия                                    | Социалистическая Советская Республика Грузия                  | Ответственный Секретарь ЦК Коммунистической партии Грузии     | Иван Орахелашвили | 1921 год—1922 год | |      |
|                                                                                 | Дальневосточная республика                                    | Дальневосточная республика                                    | Председатель Правительства | Александр Краснощеков Николай Матвеев | 1920 год—1921 год 1921 год—1922 год                                                                               |      |
| Председатель Совета министров                                                   | Дальневосточная республика                                    | Дальневосточная республика                                    | Борис Шумяцкий Пётр Никифоров | 1920 год—1921 год 1921 год—1922 год | |      |
| Флаг Дании                                                                      | Дания                                                         | Дания                                                         | Король | Кристиан X | 1912 год—1947 год                                                                                                 |      |
| Флаг Дании                                                                      | Дания                                                         | Дания                                                         | Премьер-министр | Нильс Томасиус Неергорд | 1920 год—1924 год                                                                                                 |      |
|                                                                                 | Ирландская Республика                                         | Ирландская Республика                                         | Президент | Имон де Валера | 1919 год—1922 год                                                                                                 |      |
|                                                                                 | Исландия                                                      | Исландия                                                      | Король | Кристиан X | 1918 год—1944 год                                                                                                 |      |
| Премьер-министр                                                                 | Исландия                                                      | Исландия                                                      | Йоун Магнуссон | 1918 год—1922 год, 1924 год—1926 год | |      |
|                                                                                 | Испания                                                       | Испания                                                       | Король | Альфонсо XIII | 1886 год—1931 год                                                                                                 |      |
| Премьер-министр                                                                 | Испания                                                       | Испания                                                       | Эдуардо Дато Габино Бугальяль-и-Араухо (и. о.) Мануэль Альендесаласар Антонио Маура                                                                 | (1913 год—1915 год, 1917 год, 1920 год—1921 год) 1921 год (1919 год—1920 год, 1921 год) (1903 год—1904 год, 1907 год—1909 год, 1918 год, 1919 год, 1921 год—1922 год) | |      |
|                                                                                 | Италия                                                        | Италия                                                        | Король | Виктор Эммануил III | 1900 год—1946 год                                                                                                 |      |
| Премьер-министр                                                                 | Италия                                                        | Италия                                                        | Джованни Джолитти Иваноэ Бономи | (1892 год—1893 год, 1903 год—1905 год, 1906 год—1909 год, 1911 год—1914 год, 1920 год—1921 год) (1921 год—1922 год, 1944 год—1945 год)                                | |      |
|                                                                                 | Латвия                                                        | Латвия                                                        | Председатель Учредительного собрания | Янис Чаксте | 1920 год—1922 год                                                                                                 |      |
| Премьер-министр                                                                 | Латвия                                                        | Латвия                                                        | Карлис Улманис Зигфрид Мейеровиц | (1920 год—1921 год, 1925 год—1926 год, 1931 год, 1934 год—1940 год) (1921 год—1923 год, 1923 год—1924 год)                                                            | |      |
|                                                                                 | Литва                                                         | Литва                                                         | Президент | Александрас Стульгинскис | 1920 год—1926 год                                                                                                 |      |
| Премьер-министр                                                                 | Литва                                                         | Литва                                                         | Казис Гринюс | 1920 год—1922 год | |      |
|                                                                                 | Лихтенштейн                                                   | Лихтенштейн                                                   | Князь | Иоганн II | 1858 год—1929 год                                                                                                 |      |
| Премьер-министр                                                                 | Лихтенштейн                                                   | Лихтенштейн                                                   | Йозеф Оспельт | 1921 год—1922 год | |      |
| Флаг Люксембурга                                                                | Люксембург                                                    | Люксембург                                                    | Великая герцогиня | Шарлотта | 1919 год—1964 год                                                                                                 |      |
| Флаг Люксембурга                                                                | Люксембург                                                    | Люксембург                                                    | Премьер-министр | Эмиль Ройтер | 1918 год—1925 год                                                                                                 |      |
| Флаг Монако                                                                     | Монако                                                        | Монако                                                        | Князь | Альбер I | 1889 год—1922 год                                                                                                 |      |
| Флаг Монако                                                                     | Монако                                                        | Монако                                                        | Премьер-министр | Раймон Ле Бурдон | 1919 год—1923 год                                                                                                 |      |
| Флаг Нидерландов                                                                | Нидерланды                                                    | Нидерланды                                                    | Королева | Вильгельмина | 1890 год—1948 год                                                                                                 |      |
| Флаг Нидерландов                                                                | Нидерланды                                                    | Нидерланды                                                    | Премьер-министр | Шарль Рёйс де Беренбрук | 1918 год—1925 год, 1929 год—1933 год                                                                              |      |
| Флаг Норвегии                                                                   | Норвегия                                                      | Норвегия                                                      | Король | Хокон VII | 1905 год—1957 год                                                                                                 |      |
| Флаг Норвегии                                                                   | Норвегия                                                      | Норвегия                                                      | Премьер-министр | Отто Бар Хальворсен Отто Блер | (1920 год—1921 год, 1923 год) 1921 год—1923 год                                                                   |      |
| Флаг Польши                                                                     | Польша                                                        | Польша                                                        | Начальник государства | Юзеф Пилсудский | 1918 год—1922 год                                                                                                 |      |
| Флаг Польши                                                                     | Польша                                                        | Польша                                                        | Премьер-министр | Винценты Витос Антоний Пониковский | (1920 год—1921 год, 1923 год, 1926 год) 1921 год—1922 год                                                         |      |
|                                                                                 | Португалия                                                    | Португалия                                                    | Президент | Антониу Жозе де Алмейда | 1919 год—1923 год                                                                                                 |      |
| Премьер-министр                                                                 | Португалия                                                    | Португалия                                                    | Либерату Пинту Бернардину Машаду Гимарайнш Томе Жозе де Барруш Кейрош Алвару де Каштру Мануэл Мария Коэлью Карлуш Мая Пинту Франсишку да Кунья Леал | 1920 год—1921 год (1914 год, 1921 год) 1921 год (1920 год, 1921 год) 1921 год 1921 год—1922 год                                                                       | |      |
|                                                                                 | Российская Социалистическая Федеративная Советская Республика | Российская Социалистическая Федеративная Советская Республика | Председатель ВЦИК | Михаил Калинин | 1919 год—1938 год                                                                                                 |      |
| Председатель Совета народных комиссаров                                         | Российская Социалистическая Федеративная Советская Республика | Российская Социалистическая Федеративная Советская Республика | Владимир Ленин | 1917 год—1924 год | |      |
|                                                                                 | Румыния                                                       | Румыния                                                       | Король | Фердинанд I | 1914 год—1927 год                                                                                                 |      |
| Премьер-министр                                                                 | Румыния                                                       | Румыния                                                       | Александру Авереску Таке Ионеску | (1918 год, 1920 год—1921 год, 1926 год—1927 год) 1921 год—1922 год | |      |
| Флаг Сан-Марино                                                                 | Сан-Марино                                                    | Сан-Марино                                                    | Капитаны-регенты | Карло Бальсимелли и Симоне Микелотти Марино Делла Бальда и Винченцо Франчини Эджисто Морри и Джузеппе Ланчи                                                           | 1920 год—1921 год 1921 год 1921 год—1922 год                                                                      |      |
|                                                                                 | Святой Престол                                                | Святой Престол                                                | Папа | Бенедикт XV | 1914 год—1922 год                                                                                                 |      |
|                                                                                 | Королевство сербов, хорватов и словенцев                      | Королевство сербов, хорватов и словенцев                      | Король | Пётр I Карагеоргиевич Александр I Карагеоргиевич | 1918 год—1921 год 1921 год—1934 год                                                                               |      |
| Премьер-министр                                                                 | Королевство сербов, хорватов и словенцев                      | Королевство сербов, хорватов и словенцев                      | Миленко Веснич Никола Пашич | 1920 год—1921 год (1918 год, 1921 год—1924 год, 1924 год—1926 год) | |      |
|                                                                                 | Украинская Советская Социалистическая Республика              | Украинская Советская Социалистическая Республика              | Председатель ЦИК | Григорий Петровский | 1920 год—1938 год                                                                                                 |      |
| Председатель Совета Народных Комиссаров                                         | Украинская Советская Социалистическая Республика              | Украинская Советская Социалистическая Республика              | Христиан Раковский | 1920 год—1923 год | |      |
| Секретарь ЦК Коммунистической партии Украины                                    | Украинская Советская Социалистическая Республика              | Украинская Советская Социалистическая Республика              | Вячеслав Молотов Феликс Кон Дмитрий Мануильский | 1920 год—1921 год 1921 год 1921 год—1923 год | |      |
|                                                                                 | Финляндия                                                     | Финляндия                                                     | Президент | Каарло Юхо Стольберг | 1919 год—1925 год                                                                                                 |      |
| Премьер-министр                                                                 | Финляндия                                                     | Финляндия                                                     | Рафаэль Эрих Юхо Веннола | 1920 год—1921 год (1919 год—1920 год, 1921 год—1922 год) | |      |
|                                                                                 | Франция                                                       | Франция                                                       | Президент | Александр Мильеран | 1920 год—1924 год                                                                                                 |      |
| Премьер-министр                                                                 | Франция                                                       | Франция                                                       | Жорж Лейг Аристид Бриан | 1920 год—1921 год (1909 год—1911 год, 1913 год, 1915 год—1917 год, 1921 год—1922 год, 1925 год—1926 год, 1929 год)                                                    | |      |
|                                                                                 | Чехословакия                                                  | Чехословакия                                                  | Президент | Томаш Масарик | 1918 год—1935 год                                                                                                 |      |
| Премьер-министр                                                                 | Чехословакия                                                  | Чехословакия                                                  | Ян Черный Эдвард Бенеш | (1920 год—1921 год, 1926 год) 1921 год—1922 год | |      |
| Флаг Швейцарии                                                                  | Швейцария                                                     | Швейцария                                                     | Президент | Эдмунд Шультес | 1917 год, 1921 год, 1928 год, 1933 год                                                                            |      |
|                                                                                 | Швеция                                                        | Швеция                                                        | Король | Густав V | 1907 год—1950 год                                                                                                 |      |
| Премьер-министр                                                                 | Швеция                                                        | Швеция                                                        | Герхард де Гер Оскар фон Сюдов Карл Брантинг | 1920 год—1921 год 1921 год (1920 год, 1921 год—1923 год, 1924 год—1925 год)                                                                                           | |      |
|                                                                                 | Эстонская Республика                                          | Эстонская Республика                                          | Государственный старейшина | Антс Пийп Константин Пятс | 1920 год—1921 год (1921 год—1922 год, 1923 год—1924 год, 1931 год—1932 год, 1932 год—1933 год, 1933 год—1934 год) |      |

## Океания
| Флаг                | Страна                             | Должность          | Имя                   | Начало и конец срока | Фото |
| ------------------- | ---------------------------------- | ------------------ | --------------------- | -------------------- | ---- |
|                     | Австралия                          | Король             | Георг V               | 1910 год—1936 год    |      |
| Генерал-губернатор  | Австралия                          | Генри Форстер      | 1920 год—1925 год     |                      |      |
| Премьер-министр     | Австралия                          | Уильям Моррис Хьюз | 1915 год—1923 год     |                      |      |
| Флаг Новой Зеландии | Новая Зеландия                     | Король             | Георг V               | 1910 год—1936 год    |      |
| Флаг Новой Зеландии | Новая Зеландия                     | Генерал-губернатор | Джон Рашуорт Джеллико | 1920 год—1924 год    |      |
| Флаг Новой Зеландии | Новая Зеландия                     | Премьер-министр    | Уильям Мэсси          | 1912 год—1925 год    |      |
| Флаг Тонги          | Тонга (протекторат Великобритании) | Королева           | Салоте Тупоу III      | 1918 год—1965 год    |      |
| Флаг Тонги          | Тонга (протекторат Великобритании) | Премьер            | Тевита Туʻивакано     | 1912 год—1923 год    |      |

## Северная и Центральная Америка
| Флаг               | Страна                    | Должность                       | Имя                                                                                     | Начало и конец срока                                    | Фото |
| ------------------ | ------------------------- | ------------------------------- | --------------------------------------------------------------------------------------- | ------------------------------------------------------- | ---- |
|                    | Гаити                     | Президент                       | Филипп Сюдре Дартигенав                                                                 | 1915 год—1922 год                                       |      |
| Флаг Гватемалы     | Гватемала                 | Президент                       | Карлос Эррера-и-Луна Хосе Мария Орельяна Пинто                                          | 1920 год—1921 год 1921 год—1926 год                     |      |
| Флаг Гондураса     | Гондурас                  | Президент                       | Рафаэль Лопес Гутьеррес                                                                 | 1920 год—1924 год                                       |      |
|                    | Канада                    | Король                          | Георг V                                                                                 | 1910 год—1936 год                                       |      |
| Генерал-губернатор | Канада                    | Виктор Кавендиш Джулиан Бинг    | 1916 год—1921 год 1921 год—1926 год                                                     |                                                         |      |
| Премьер-министр    | Канада                    | Артур Мейен Уильям Макензи Кинг | (1920 год—1921 год, 1926 год) (1921 год—1926 год, 1926 год—1930 год, 1935 год—1948 год) |                                                         |      |
|                    | Коста-Рика                | Президент                       | Хулио Акоста Гарсиа                                                                     | 1920 год—1924 год                                       |      |
|                    | Куба                      | Президент                       | Марио Гарсиа Менокаль Альфредо Сайас-и-Альфонсо                                         | 1913 год—1921 год 1921 год—1925 год                     |      |
|                    | Мексика                   | Президент                       | Альваро Обрегон                                                                         | 1920 год—1924 год                                       |      |
|                    | Никарагуа                 | Президент                       | Эмилиано Чаморро Варгас Диего Мануэль Чаморро Боланьос                                  | (1917 год—1921 год, 1926 год) 1921 год—1923 год         |      |
|                    | Панама                    | Президент                       | Белисарио Поррас                                                                        | 1912 год—1916 год, 1918 год—1920 год, 1920 год—1924 год |      |
| Флаг Сальвадора    | Сальвадор                 | Президент                       | Хорхе Мелендес                                                                          | 1919 год—1923 год                                       |      |
|                    | Соединённые Штаты Америки | Президент                       | Вудро Вильсон Уоррен Гардинг                                                            | 1913 год—1921 год 1921 год—1923 год                     |      |

## Южная Америка
| Флаг           | Страна    | Должность | Имя                                                | Начало и конец срока                                                                                        | Фото |
| -------------- | --------- | --------- | -------------------------------------------------- | --- | ---- |
| Флаг Аргентины | Аргентина | Президент | Иполито Иригойен                                   | 1916 год—1922 год, 1928 год—1930 год                                                                        |      |
| Флаг Боливии   | Боливия   | Президент | Роза Баутиста Саавеедра                            | 1921 год—1925 год                                                                                           |      |
|                | Бразилия  | Президент | Эпитасиу Песоа                                     | 1919 год—1923 год                                                                                           |      |
|                | Венесуэла | Президент | Викторино Маркес Бустильос                         | 1914 год—1922 год                                                                                           |      |
| Флаг Колумбии  | Колумбия  | Президент | Марко Фидель Суарес Хорхе Марсело Ольгин Мальярино | 1918 год—1921 год (1909 год, 1921 год—1922 год)                                                             |      |
|                | Парагвай  | Президент | Мануэль Гондра Феликс Пайва (и. о.) Эусебио Айяла  | (1910 год—1911 год, 1920 год—1921 год) (1921 год, 1937 год—1939 год) (1921 год—1923 год, 1932 год—1936 год) |      |
|                | Перу      | Президент | Аугусто Легия                                      | 1908 год—1912 год, 1919 год—1930 год                                                                        |      |
| Флаг Уругвая   | Уругвай   | Президент | Бальтасар Брум                                     | 1919 год—1923 год                                                                                           |      |
| Флаг Чили      | Чили      | Президент | Артуро Алессандри                                  | 1920 год—1924 год, 1925 год, 1932 год—1937 год                                                              |      |
| Флаг Эквадора  | Эквадор   | Президент | Хосе Луис Тамайо                                   | 1920 год—1924 год                                                                                           |      |

## Комментарии
1. ↑  В конце 1921 года бежал в Афганистан после попытки переворота.
2. ↑  Пришёл к власти в ходе переворота, вызвавшего гражданскую войну. После падения республики погиб в горах Талыша.
3. ↑  Отстранён от власти, скончался в 1947 году в возрасте ок. 41 года.
4. ↑  Единственный оставшийся в живых сын 2-го эмира Талала. Капитулировал перед армией Неджда. Скончался в 1954 году.
5. ↑  Независимый. Свергнут в ходе переворота 21 февраля 1921 года, осуществлённого войсками Реза-хана. Бежал в посольство Великобритании, но затем вернулся домой и жил частной жизнью, не возвращаясь к политике. Скончался в 1938 году.
6. ↑  Представитель Партии отечества. Оппозиционный журналист, редактор газет, участник Конституционалистской революции. Снят с поста 25 мая 1921 года указом шаха, эмигрировал. Скончался в 1969 году в Тегеране в возрасте 80 лет.
7. ↑  Представитель Демократической партии. Брат премьер-министра Хасана Восгу эд-Доуле и племянник премьер-министра Мошира ад-Доуле. Служил в королевском суде, один из авторов Конституции Персии. В 1921 году был губернатором Хорасана и не поддержал переворот 21 февраля. Был арестован, заключён в тюрьму Ишратабад, но ночью на 4 июня освобождён и возглавил правительство. В 1922 году вновь занял пост премьер-министра.
8. ↑  Представитель Демократической партии, принц, в начале века занимал губернаторские посты.
9. ↑  Военный, генерал, ставленник Аньхойской клики. Ушёл в отставку В 1922 году скрылся на территории британской концессии в Тяньцзине, к концу жизни ушёл в буддийские монахи. Скончался в 1951 году.
10. ↑  Министр иностранных дел с 1920 года, исполняющий обязанности главы правительства. Окончил Виргинский университет в США, дипломат и писатель, христианин. Преподавал, с 1907 года на дипломатической работе. В 1922 году возглавил правительство.
11. ↑  Ставленник Фэнтянской клики. Назначен президентом Сюй Шичаном. Руководил железными дорогами Китая в эпоху империи и организовал влиятельный коррупционный клан. Ближайший соратник президента Юань Шикая, после смерти которого бежал в Гонконг чтобы избежать ареста. Вернулся в Пекин в 1918 году, избран в Национальное собрание и стал председателем Сената.
12. ↑  Отправлен в отставку и вскоре казнён как контрреволюционер по приказу лидера монгольской революции, командующего армией Сухэ-Батора.
13. ↑  Религиозный лидер, земное воплощение Джалхандза-хутухты, владелец множества монастырей и крепостных. С 1911 года участвовал в борьбе за независимость страны, затем был на дипломатической работе. В 1921 году был главой правительства в период правления барона Р. Ф. Унгерн-Штернберга.
14. ↑  Пятый наследственный премьер-министр рода Рана, генерал-фельдмаршал.
15. ↑  Военный, генерал. Окончил Высшую военную школу, служил в армии Османской империи. В 1918 году был военным министром. В 1920 году стал последователем Мустафы Кемаля-паши, занял пост начальника Генерального штаба и заместителя военного министра в правительстве в Анкаре.
16. ↑  В 16 лет стал вождём клана. Сторонник сотрудничества с Российской империей, затем выступал на стороне большевиков. Автор первой конституции Республики.
17. ↑  Зарезан 4 ноября 1921 года на железнодорожной станции Токио стрелочником Конъити Накаокой.
18. ↑  Граф, министр иностранных дел в 1918—1923 годах, исполнял обязанности премьер-министра после убийства Т.Хары. Окончил Императорский университет в Токио, служил в министерстве иностранных дел. Министр иностранных дел (1911—1912), затем посол в России. С 1930 года член Палаты пэров, вновь возглавлял МИД в 1932—1933 годах. Скончался в марте 1936 года.
19. ↑  Министр финансов, виконт. После убийства Т.Хары занял посты премьер-министра и председателя партии Риккэн Сэйюкай. Получил образование в Великобритании и США, одновременно работая разнорабочим. Вернулся в Японию в 1868 году, преподавал английский язык затем служил в системе министерств образования и сельского хозяйства. С 1892 года служил в банке Японии, в 1911 году стал его директором. С 1913 года — министр финансов.
20. ↑  Получил исламское образование в Тетуане и других религиозных центрах. Также обучался на инженера в Малаге и Мадриде. Преподавал в Мелилье, затем занялся журналистикой. Избран исламским судьёй (кади), в 1916—1917 годах находился в заключении. Весной 1921 года организовал антииспанское восстание и после военной катастрофы в Марокко 22 июля 1921 года провозгласил независимость арабских племён Эр-Рифа.
21. ↑  Окончил Московский университет, член РСДРП с 1914 года. В период Гражданской войны один из руководителей большевиков Закавказья. До 1924 года был председателем ЦИК Абхазии. В 1927 году исключён из партии за троцкизм, восстановлен в 1928 году. Расстрелян в 1939 году.
22. ↑  5 апреля провёл выборы в первое Законодательное собрание. 1 июля 1921 года подал в отставку, но 11 июля сформировал новый кабинет. Ушёл в отставку под давлением парламента 11 октября 1921 года. Министр иностранных дел, затем премьер-министр в 1924 году.
23. ↑  Председатель парламента. В юности эмигрировал в Румынию, владел магазином и занимался просветительством и пропагандой идей независимости Албании и автономии албанской православной церкви. Участник албанского конгресса в Триесте (1913), Парижской мирной конференции (1919). Избран в первый албанский парламент. Формирование коалиционного правительства поручено 11 октября, кабинет сформирован 16 октября 1921 года. Политика А.Эванджели вызвала требование об отставке его правительства со стороны ряда членов Верховного совета. В результате серьёзного конфликта властей был отстранён от власти. В 1930 году вновь занял пост премьер-министра.
24. ↑  Хасан Бериша, получил юридическое образование в Стамбуле, был депутатом меджлиса Османской империи (1908—1912). В 1912—1913 годах находился в плену в Сербии. Один из лидеров борьбы за независимость Албании. После прихода к власти Ахмета Зогу в 1925 году эмигрировал в Швейцарию, был одним из лидеров оппозиции. Застрелен в Салониках (Греция) в августе 1933 года.
25. ↑  Политик, деятель народного образования. Скончался в Дурресе в 1943 году.
26. ↑  Лидер Народной партии, министр внутренних дел и юстиции в 1920—1921 годах. Юрист, окончил университет в Стамбуле.
27. ↑  Был ректором Закавказского коммунистического университета (1924—1927), председателем ЦИК Закавказья (1927—1931). До 1934 год председатель Верховного суда РСФСР. Расстрелян в 1937 году.
28. ↑  Окончил духовную семинарию, юридический факультет Московского университета. С 1906 года в революционной работе, подвергался арестам. В 1918 году лидер большевиков Белоруссии, возглавлял ЦИК БССР, затем работал в Московском горкоме РКП(б). В 1920 году направлен на польский фронт, затем переведён в Закавказье.
29. ↑  Переведён на партийную работу в Петроград, с 1931 года работал в Коминтерне. Расстрелян в 1938 году.
30. ↑  Обучался на юридическом факультете Петербургского университета. Большевик, участник революционных событий и Гражданской войны. Переведён в Армению с Дона.
31. ↑  Представитель Католической партии, возглавлял коалиционный кабинет (Христианско-демократическая, Либеральная и Социалистическая партии). Подал в отставку 15 декабря 1921 года после парламентских выборов. В дальнейшем был представителем в Лиге наций(1928—1935), министром социального обеспечения (1932—1934). Летом 1940 года эмигрировал в Великобританию, вернулся после 1944 года. Скончался в 1951 году.
32. ↑  Представитель Католической партии, возглавил правительство после её победы на парламентских выборах 20 ноября 1921 года. Получил военное образование, работал инженером, занимал посты в крупных компаниях. С1919 года член Комиссии по репарациям.
33. ↑  Сохранил пост регента 3 ноября 1921 года, когда династия Габсбургов была лишена прав на венгерский престол после того, как Карл IV 20 октября 1921 года прибыл в село Дэнешфа и поднял антиправительственный мятеж.
34. ↑  Подал в отставку 7 апреля 1921 года после неудачной попытки бывшего императора Австро-Венгрии Карла IV вернуться на королевский престол Венгрии (26-30 марта). После отставки преподавал в Будапештском университете. В 1939 году вновь возглавил правительство.
35. ↑  Назначен Регентом М.Хорти. Граф, трансильванский помещик, депутат венгерского парламента с 1901 года. Один из руководителей правительства в Сегеда в 1919 году, сподвижник Хорти. Основатель Партии национального единства, поддерживавшей его правительство.
36. ↑  Представитель Христианско-социальной партии. Подал в отставку 1 июня 1921 года в знак протеста против референдума в Штирии по вопросу о вхождении её в состав Германии. Скончался в 1922 году в Вальднойкирхене.
37. ↑  Председатель Христианско-социальной партии. Юрист, полицейский. Один из следователей по делу Альфреда Рёдля (1913), с 1918 года глава австрийской полиции. Сформировал кабинет чиновников с опорой на ХСП и пангерманцев.
38. ↑  Представитель Католической партии Центра. Подал в отставку 4 мая после Лондонского ультиматума стран Антанты с требованием к Германии признать сумму репараций. Возглавлял коалиционное правительство (Партия Центра, Немецкая народная и Демократическая партии Германии). После отставки возглавил фракцию Партии Центра в Рейхстаге, активно участвовал в политической жизни. Скончался в 1926 году во Фрайбурге.
39. ↑  Лидер левого крыла Католической партии Центра, министр финансов с 1920 года. Возглавил правительство т. н. Веймарской коалиции (Партия Центра, Демократическая (до октября) и Социал-демократическая партии Германии). Окончил Фрайбургский университет, преподавал в гимназии, в 1913 году стал депутатом Баварского ландтага, в 1914 году — депутатом рейхстага. Министр финансов Бадена в 1918 году.
40. ↑  Учился на юридическом факультете Петербургского университета, но затем включился в вооружённую борьбу за независимость Армении. Эмигрировал из России, служил в армии Болгарии. В начале Первой мировой войны по амнистии активистам «Дашнакцютюн» поступил на службу в армию Российской империи. После 1917 года один из военачальников Армянской республики. После падения Горной Армении эмигрировал в Иран, затем в Болгарию. В 1944 году был арестован советскими спецслужбами и отправлен в СССР. Скончался в 1955 году во Владимирской тюрьме.
41. ↑  Последний премьер-министр Республики Армении.
42. ↑  Представитель консервативной Народной партии. Ушёл в отставку после конфликта с лидером парламентского большинства Д.Гунарисом. Скончался в августе 1921 года.
43. ↑  Представитель консервативной Народной партии. Премьер-министр в 1916 году. Подал в отставку после возвращения с безуспешных переговоров в Лондоне. Скончался от инфаркта в 1927 году.
44. ↑  Представитель консервативной Народной партии, военный министр см 1920 года. Премьер-министр в 1915 году. В 1917 году был выслан из страны Э. Венизелосом, жил на Корсике и в Италии. В октябре 1920 года с триумфом вернулся в Грецию, основал Народную партию, был лидером Объединённой оппозиции, получившей большинство мест в парламенте на выборах 1920 года. Способствовал падению кабинета Д. Раллиса.
45. ↑  16 февраля 1921 года на территорию Грузии вступили части 11-й армии РККА, в Шулаверы был создан Грузинский Ревком. 24 февраля правительство эвакуировалось в Кутаиси. Эмигрировал во Францию. Скончался в 1953 году в Париже.
46. ↑  Врач, окончил Харьковский университет и Военную академию в Санкт-Петербурге. В 1903 году вступил в РСДРП. Военврач русской армии в Первую мировую войну, после революции — председатель Владикавказского Совета, затем на партийной работе в Закавказье.
47. ↑  Окончил духовное училище, семинарию в Тифлисе, Варшавский ветеринарный институт. В 1903 году вступил в РСДРП. Неоднократно арестовывался и ссылался. С 1918 года на подпольной работе в Грузии.
48. ↑  Обучался в Московском университете, но был исключён за революционную деятельность. В 1903 году вступил в РСДРП. В период Гражданской войны член Реввоенсовета 11-й армии, начальник политотдела 10-й армии РККА. С февраля 1921 года посол РСФСР в Грузии.
49. ↑  9-11 января 1921 года провёл выборы в Учредительное собрание ДВР, которое собралось 12 февраля в Чите и 27 апреля приняло Конституцию ДВР. 13 февраля переизбран на пост главы государства, но позднее отозван в РСФСР из-за политических расхождений с руководством РКП(б), официально для лечении туберкулёза. Назначен заместителем Народного комиссара финансов РСФСР, но в 1923 году осуждён на 6 лет тюрьмы за злоупотребления в Промбанке. После амнистии возглавлял Главное управление новых лубяных культур наркомата земледелия СССР. Расстрелян в 1937 году.
50. ↑  Окончил Иркутское юнкерское училище, работал землемером. В 1917 году вступил в РСДРП, был председателем Забайкальского Совнаркома. В 1918 году, после падения Советской власти, скрывался в тайге, арестовывался, участвовал в организации партизанского движения. С ноября 1920 года военный министр ДВР.
51. ↑  Отозван в РСФСР, в декабре 1921 года назначен председателем Енисейского губисполкома. Затем был членом РВС 5-й армии, полпредом в Персии, ректором Коммунистического института трудящихся Востока и Института народного хозяйства им. Плеханова. С 1930 года руководитель советской кинематографии. Расстрелян в 1938 году.
52. ↑  Рабочий, член РСДРП с 1904 года. Участник Кронштадтского восстания 1905 года, в 1910 году приговорён к смертной казни, заменённой 20 годам каторги. В 1917—1918 годах на партийной работе на Дальнем Востоке. В 1918—1920 годах находился в заключении, освобождён после восстановления советской власти. Член Дальбюро ЦК РКП(б)
53. ↑  Консерватор. Расстрелян 8 марта 1921 года каталонскими анархистами во время поездки по Мадриду.
54. ↑  Граф, консерватор, с 1902 года занимал различные министерские посты. Стал главой правительства после убийства Э.Дато, однако не смог сформировать чисто консервативный кабинет. Министр экономики в 1931 году, после падения монархии эмигрировал. Скончался в 1932 году в Париже.
55. ↑  Консерватор. Премьер-министр в 1919—1920 годах, до 1921 года также председатель Сената. Подал в отставку 4 августа после военной катастрофы в Марокко 22 июля 1921 года. Отошёл от политики. Скончался в мае 1923 года в Мадриде.
56. ↑  Консерватор, премьер-министр в 1903—1904, 1907—1909, 1918 и 1919 годах.
57. ↑  Представитель Либеральной партии. В 1922 году поддержал приход к власти Муссолини, но после убийства в 1924 году Джокомо Маттеотти перешёл в оппозицию и вскоре покинул политику. Скончался в 1928 году на своей вилле в Пьемонте в возрасте 85 лет.
58. ↑  Социалист, министр финансов в кабинете Д. Джолитти. Преподаватель, в 1893 году вступил в Социалистическую рабочую партию, с 1898 года посвятил себя партийной журналистике. В 1912 году исключён из партии за частичную поддержку войны в Ливии и вскоре основал Социалистическую реформистскую партию. Министр общественных работ (1916—1919), военный министр (1920).
59. ↑  17-18 апреля были проведены выборы в Учредительное собрание, которое открылось 1 мая 1920 года. В тот же день был избран его председателем, получив 83 голоса против 48, поданных за Яниса Райниса.
60. ↑  Представитель Латышского крестьянского союза. В 1925 году вновь возглавил правительство.
61. ↑  Окончил Рижский политехнический институт, экономист. Один из основателей Латышского крестьянского союза. С 1918 года — первый министр иностранных дел независимой Латвии.
62. ↑  Представитель Консервативной партии Хёйре. Подал в отставку 18 июня 1921 года после отклонения проекта реформы системы образования. В 1923 году вновь возглавил правительство.
63. ↑  Представитель Либеральной партии Венстре. Премьер-министр в 1902—1903 годах. В дальнейшем занимал пост губернатора Христиании (1905—1917), с 1920 года — представитель в Лиге Наций. На последовавших выборах 24 октября 1921 года победу одержала коалиция Консервативной и Левой либеральной партий.
64. ↑  25 сентября 1921 года во Львове в Пилсудского стрелял украинец Стефан Федак. Пилсудский не пострадал.
65. ↑  Представитель партии Пяст. Возглавлял правительство широкой коалиции (Пяст, социалисты, «Вызволение», Национал-демократическая партия и др.). 27 мая подавал в отставку ввиду раскола в правительственной коалиции, однако отставка не была принята Ю. Пилсудским. 13 сентября 1921 года ушёл в отставку после выхода из правительства министра юстиции Леона Новодворского и министра финансов Яна Стечковского.
66. ↑  Глава внепарламентского правительства, член Национально-демократической партии, ректор Варшавского политехнического института. Преподавал на кафедре геодезии, профессор. Министр религии и народного просвещения в правительстве Регентского совета, затем премьер-министр Королевства Польского под эгидой Германии (1918).
67. ↑  Военный, начальник штаба Национальной республиканской гвардии. Глава правительства «республиканской концентрации» (Демократическая партия, Республиканская партия национального восстановления и Народная партия). Ушёл в отставку 11 февраля 1921 года после конфликта с министром флота в условиях забастовочного движения и роста террористической деятельности. Вскоре был снят поста начальника штаба НРГ, в 1922 году арестован за финансовые махинации. С 1926 года вне политики, преподавал в школах. Скончался в 1949 году в Лиссабоне.
68. ↑  Представитель Демократической партии, президент в 1915—1917 годах, премьер-министр в 1914 году. Сформировал кабинет с опорой на ту же парламентскую коалицию, после неудачных попыток Т. ди Барруша Кейруша и Аугушту Соариша. Подал в отставку после попытки военного переворота 21 мая 1921 года. В 1925 году избран президентом страны.
69. ↑  Представитель Либеральной республиканской партии. Бизнесмен, журналист, депутат, масон. Начинал карьеру продавцом в магазине, министр финансов в 1915—1916 годах. Сформировал кабинет после неудачной попытки Аугушту Соариша. 1 июня распустил парламент. 10 июля 1921 года прошли парламентские выборы, принёсшие большинство мест Либеральной республиканской партии, однако 26 августа кабинет коллективно ушёл в отставку после провала переговоров по иностранным займам. Скончался в 1925 году в Лиссабоне.
70. ↑  Представитель Либеральной республиканской партии, премьер-министр в 1920 году. Сформировал однопартийное правительство, которое едва не было свергнуто при попытке переворота 30 сентября 1921 года. Отправлен в отставку вечером 19 октября. Расстрелян восставшими офицерами ночью на 20 октября 1921 года, во время событий, известных как «Кровавая ночь».
71. ↑  Военный, полковник, начальник военного госпиталя. Один из лидеров восстания 19 октября 1921 года, назначен президентом на пост главы чрезвычайного правительства вечером того же дня. Участник республиканского восстания 1891 года в Порту, приговорён к 5 годам ссылки в Анголу, затем жил на острове Сан-Томе. После революции 1910 года вернулся в Лиссабон, был назначен губернатором Анголы (1911—1912), служил в Гвинее и Мозамбике. В июле 1921 года избран депутатом парламента. Подал в отставку 3 ноября после ультиматума со стороны Англии, Франции и Испании. Вышел в отставку, занимался журналистикой, историей и философией. В 1931 году возглавил масонскую ложу. Скончался в 1943 году в Лиссабоне.
72. ↑  Военный, полковник. Офицер артиллерии, участник республиканских заговоров, депутат с 1911 года. Был губернатором Виану-ду-Каштелу, участвовал в Первой мировой войне в составе португальского корпуса во Франции. Во время событий 19 октября 1921 года отказался от министерского поста. Возглавил внепартийное правительство. 6 ноября распустил парламент и назначил выборы на11 декабря, но 5 декабря перенёс их на январь. Не имея поддержки вынужден был уйти в отставку 13 декабря в условиях нарастающих требований наказать участников «Кровавой ночи». В 1925 году был подвергнут аресту за участие в попытке переворота. Скончался в 1932 году.
73. ↑  Беспартийный. Военный инженер, служил в Анголе, затем в составе португальского экспедиционного корпуса во Франции в Первую мировую войну. В 1918 году избран депутатом парламента, назначен генеральным директором управления транспорта. В 1920—1921 годах министр финансов. Участник восстания 19 октября 1921 года, был ранен, когда пытался спасти от расстрела бывшего премьер-министра Антониу Гранжу.
74. ↑  Военный, генерал, лидер Народной партии. 14 июля 1921 года парламентская оппозиция после ряда скандалов подала королю прошение об отзыве Авереску. В 1926 году вновь возглавил правительство.
75. ↑  Представитель Консервативной демократической партии, министр иностранных дел в кабинете А. Авереску. Юрист, журналист, дипломат. В 1891 году вступил в Консервативную партию, в 1908 году основал Консервативно-демократическую партию. Министр без портфеля в 1916—1918 годах.
76. ↑  С 1918 года не показывался на публике. Скончался 16 августа 1921 года в Белграде в возрасте 77 лет.
77. ↑  Скончался 1 января 1921 года в Париже в возрасте 57 лет. Возглавлял коалиционное правительство (сербская Радикальная, Демократическая и Словенская народная партии, Народный клуб и пр.)
78. ↑  Неоднократно занимал пост премьер-министра Сербии, премьер-министр Югославии в 1918 году. Сформировал коалиционный кабинет (сербская Радикальная, Демократическая и Земледельческая партии). 26 марта сформировал новое правительство (сербская Радикальная, Демократическая партии, Югославская мусульманская организация и пр.). 24 декабря вновь изменил состав правительственной коалиции и сформировал кабинет (сербская Радикальная и Демократическая партия и др.)
79. ↑  .Переведён в Москву секретарём ЦК РКП(б). В 1930 году возглавил правительство СССР.
80. ↑  Окончил Варшавский университет, участвовал в деятельности польской партии «Пролетариат». В 1884 году приговорён к 10 годам каторги. В дальнейшем продолжил революционную деятельность, арестовывался, в 1914 году эмигрировал в Швейцарию. Вернулся в Россию в 1917 году, принял участие в революционных событиях. В 1920 году член Польского ревкома. После отзыва в Москву работал в органах печати, долгое время был редактором газеты «Красная звезда». Скончался в июле 1941 года во время эвакуации из Москвы.
81. ↑  Окончил Петербургский университет, в 1903 году ступил в РСДРП. С 1918 года на партийной работе на Украине. Народный комиссар земледелия Украины в 1919—1920 годах.
82. ↑  . Представитель Консервативной партии. Подал в отставку после конфликта с парламентом по вопросу о заработной плате государственных служащих. Вернулся на работу в министерство иностранных дел, был послов в Швейцарии, Швеции, Италии представителем в Лиге Наций. Скончался в 1946 году в Хельсинки.
83. ↑  Представитель либеральной Национально-прогрессивной партии. Премьер-министр в 1919—1920 годах.
84. ↑  Представитель Республиканской демократической и социальной партии. Возглавлял в коалиционное правительство (Левые республиканцы, республиканцы-социалисты, Республиканско-демократический союз, демократическая левая, республиканско-демократическая левая, Республиканское и социальное действие и радикал-социалисты). Подал в отставку 12 января 1921 года после конфликта между парламентом и поддерживавшим его президентом. Морской министр (1925—1930), министр внутренних дел (1930—1931), военно-морской министр (1932—1933). Скончался в 1933 году в Сен-Клоде.
85. ↑  Республиканец-социалист, возглавил своё седьмое коалиционное правительство (Республиканцы-социалисты, Республиканско-демократический союз, демократическая левая, республиканско-демократическая левая, левые республиканцы и радикал-социалисты).
86. ↑  Независимый. Возглавлял кабинет «внепарламентской коалиции». Сохранил пост министра внутренних дел в кабинете Э.Бенеша, затем был на административной работе в Моравии. В 1926 году вновь возглавил правительство.
87. ↑  Представитель Социалистической (Национально-социалистической партии). Возглавил «полупарламентский кабинет» (Социал-демократическая, Национально-социалистическая, Аграрная, Народная, Национально-демократическая и Словацкая народная партии). Обучался в Париже (Сорбонна), Берлине и Дижоне, доцент философского факультета Карлова университета. Один из лидеров борьбы за независимость Чехословакии, член Чехословацкого национального совета с 1916 года. С 1918 года министр иностранных дел.
88. ↑  Независимый. Возглавлял правительство, назначенное для организации новых парламентских выборов. Подал в отставку после того, как большинство депутатов Рикстага проголосовало 11 февраля 1921 года против новых таможенных пошлин. После отставки занимался написанием мемуаров. Скончался в 1935 году.
89. ↑  Губернатор Гётеборга с 1917 года, независимый. Назначен на пост королём после преждевременной отставки Г.Де Геера. Юрист, окончил Университет Упсалы, с 1894 года на государственной службе. Министр государственной администрации в 1914—1917 годах. Ушёл в отставку после проведения парламентских выборов 10 и 26 сентября. После отставки до 1934 года был губернатором Гётеборга, затем — риксмаршалом (главой придворного ведомства). Скончался в 1936 году.
90. ↑  Лидер Социал-демократической рабочей партии Швеции, премьер-министр в 1920 году. Возглавил правительство после усиления позиций СДРПШ на выборах в сентябре 1921 года.
91. ↑  В дальнейшем неоднократно занимал пост министра иностранных дел, был депутатом, послом в США, вёл адвокатскую практику, занимался научно-преподавательской деятельностью. Арестован в 1940 году советским спецслужбами, скончался в лагере близ Перми в 1942 году.
92. ↑  Премьер-министр в 1918—1919 годах.
93. ↑  Конституционный президент, избранный в августе 1920 года. Консерватор. Свергнут в ходе военного переворота 10 декабря 1921 года и эмигрировал во Францию. Шестилетний срок полномочий истекал 15 сентября 1926 года. Скончался в 1930 году в возрасте ок. 74 лет.
94. ↑  Военный, генерал. Сделал карьеру в гватемальской армии. Либерал. 10 декабря 1921 года вместе с генералами Хосе Марией Лимой и Мигелем Ларрове сверг временного президента К.Эрреру. Временный президент до 4 марта 1922 года.
95. ↑  Истёк 5-летний срок полномочий. Вернулся в Великобританию, работал в Лиге наций, был государственным секретарём по делам колоний, затем занимал почётные посты и занимался хозяйством своих имений. Скончался в 1938 году.
96. ↑  Британский аристократ, барон. Окончил Итонский колледж, служил в составе британских войск в Индии и Ирландии, воевал в Судане и Юной Африке, командовал гусарским полком и кавалерийскими бригадами, британскими войсками в Египте. В период Первой мировой войны воевал во Франции и на Галлиполийском полуострове. В 1919 году вышел в отставку из армии. Срок полномочий — 5 лет, до 1926 года.
97. ↑  Представитель Консервативной партии. Подал в отставку после провала Консервативной партии на выборах в 14-й парламент Канады. В 1926 году вновь возглавил правительство.
98. ↑  Лидер Либеральной партии с 1919 года. Внук лидера антибританского восстания 1837 года Уильяма Лайона Маккензи. Окончил университеты Торонто, Чикаго, Гарварда и др., экономист, доктор философии. Депутат с 1908 года, министр труда в 1919. Занял пост премьер-министра после победы Либеральной партии на выборах 6 декабря 1921 года.
99. ↑  Истёк второй четырёхлетний срок президентских полномочий. Консерватор. В 1931 году эмигрировал в США после участия в неудачном заговоре. Вернулся в страну в 1936 году. Скончался в 1941 году в Гаване.
100. ↑  Представитель Либеральной партии, избран на выборах 1 ноября 1920 года, победив независимого кандидата Хосе Мигеля Гомеса. Адвокат, оратор, поэт, издатель. Из семьи аристократов. В 1895 году за антииспанскую деятельность был арестован и выслан с Кубы. После возвращения работал судьёй и прокурором, в 1905 году избран в Сенат, в 1908—1913 годах — вице-президент Кубы. В 1916 году был избран президентом, но не смог занять этот пост. Срок полномочий — 4 года, до 20 мая 1925 года.
101. ↑  Военный, Генерал, представитель Консервативной партии. В 1925 году совершил переворот и в 1926 году официально занял пост президента страны.
102. ↑  Представитель Консервативной партии, родственник Э.Чаморро, министр иностранных дел в 1912—1917 годах. На президентских выборах октября 1920 года одержал победу над кандидатом либеральной коалиции Хосе Эстебаном Гонсалесом.
103. ↑  Представитель Демократической партии. С 2 октября 1919 года был частично парализован в результате инсульта. Истёк второй срок президентских полномочий. Скончался 3 февраля 1924 года в Вашингтоне в возрасте 67 лет.
104. ↑  Представитель республиканской партии, на президентских выборах 2 ноября 1920 года победил демократа Джеймса Кокса. Работал рабочим на лесопильном заводе, в типографии, страховым агентом, учителем. Начал политическую карьеру как журналист в 1884 году. С 1914 года сенатор от штата Огайо. Срок полномочий — 4 года, до 4 марта 1925 года.
105. ↑  Адвокат, историк, социолог, дипломат. Либерал. Депутат и сенатор министр просвещения в 1909—1913 годах. В 1915 году основал Республиканскую партию, осуществившую с помощью армии т. н. «Революцию 12 июля 1920 года». Верховный политический руководитель, затем член хунты и исполняющий функции президента. Избран на пост 25 января 1921 года созванным для этой цели боливийским Конвентом. Срок полномочий — 4 года, до 28 января 1925 года.
106. ↑  Представитель Консервативной партии. Подал в отставку 4 ноября 1921 года. Четырёхлетний срок полномочий истекал 7 августа 1922 года. В 1925 году был оправдан после обвинений в злоупотреблениях. Скончался в 1927 году в Боготе.
107. ↑  Сенатор, представитель Консервативной партии, временный президент в 1909 году. Временный президент на период проведения новых президентских выборов.
108. ↑  Представитель Либеральной партии. Избран на выборах 1920 года, срок полномочий 4 года, до 15 августа 1924 года. Ушёл в отставку 29 октября 1921 года после того, как группа оппозиционеров во главе с сенатором Эдуардо Шерером подняла вооружённый мятеж в столице. Отставка М. Гондры стала прелюдией к Гражданской войне 1922—1923 годов. Скончался в 1927 году в Асунсьоне.
109. ↑  Вице-президент с 1920 года, представитель Либеральной партии. Отказался принять власть после отставки М.Гондры. Окончил Национальный университет, юрист и журналист. Был депутатом и сенатором, председателем Сената, неоднократно занимал министерские посты. В 1937 вновь стал временным президентом.
110. ↑  Представитель Либеральной партии. Назначен Конгрессом после отставки Мануэля Гондры и отказа вице-президента Феликса Пайвы занять пост. Юрист и журналист. Из небогатой семьи, начинал карьеру подручным в магазине. Самостоятельно окончил Национальный колледж, в 1896 году получил первую учёную степень, в 1904 году стал доктором социальных наук и права. Затем долгое время жил в Европе, после возвращения из Франции стал ректором университета Асунсьона.